# Bibliographie sur la franc-maçonnerie
La bibliographie sur la franc-maçonnerie recense une partie des très nombreux livres traitant de la franc-maçonnerie qui sont publiés chaque année en langue française.
Des ouvrages spécifiques sont dédiés au recueil bibliographique sur le sujet.
Des « salons du livre maçonnique » sont organisés chaque année en France. Celui organisé à Paris avec le concours de l'Institut maçonnique de France est doté de prix littéraires.
Dans chaque section et sous-section, les ouvrages sont classés par ordre chronologique d'année de la première édition.

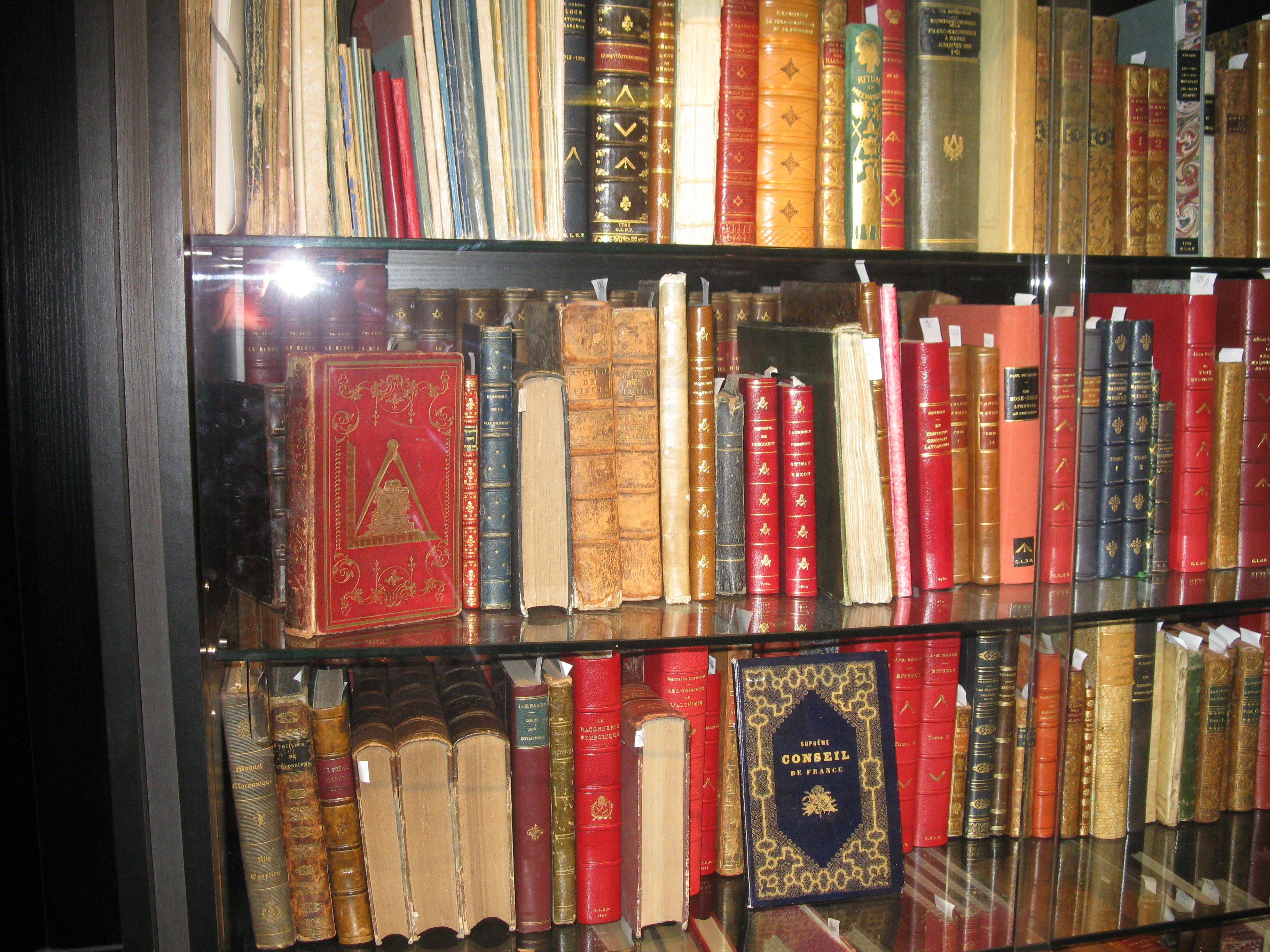
Livres maçonniques de la collection du musée de la GLNF Paris.

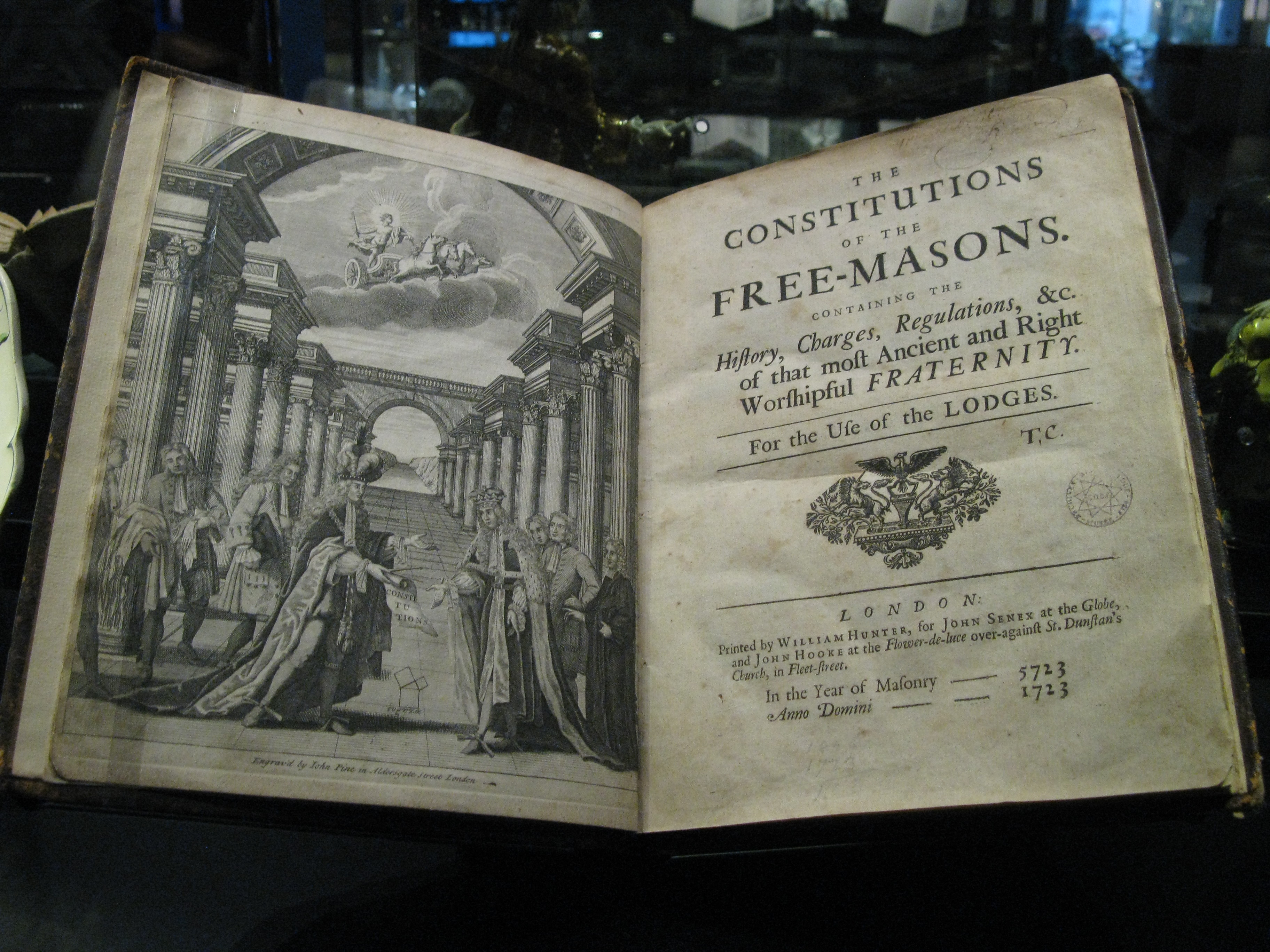
Original des constitutions maçonniques, anciens devoirs, 1723.

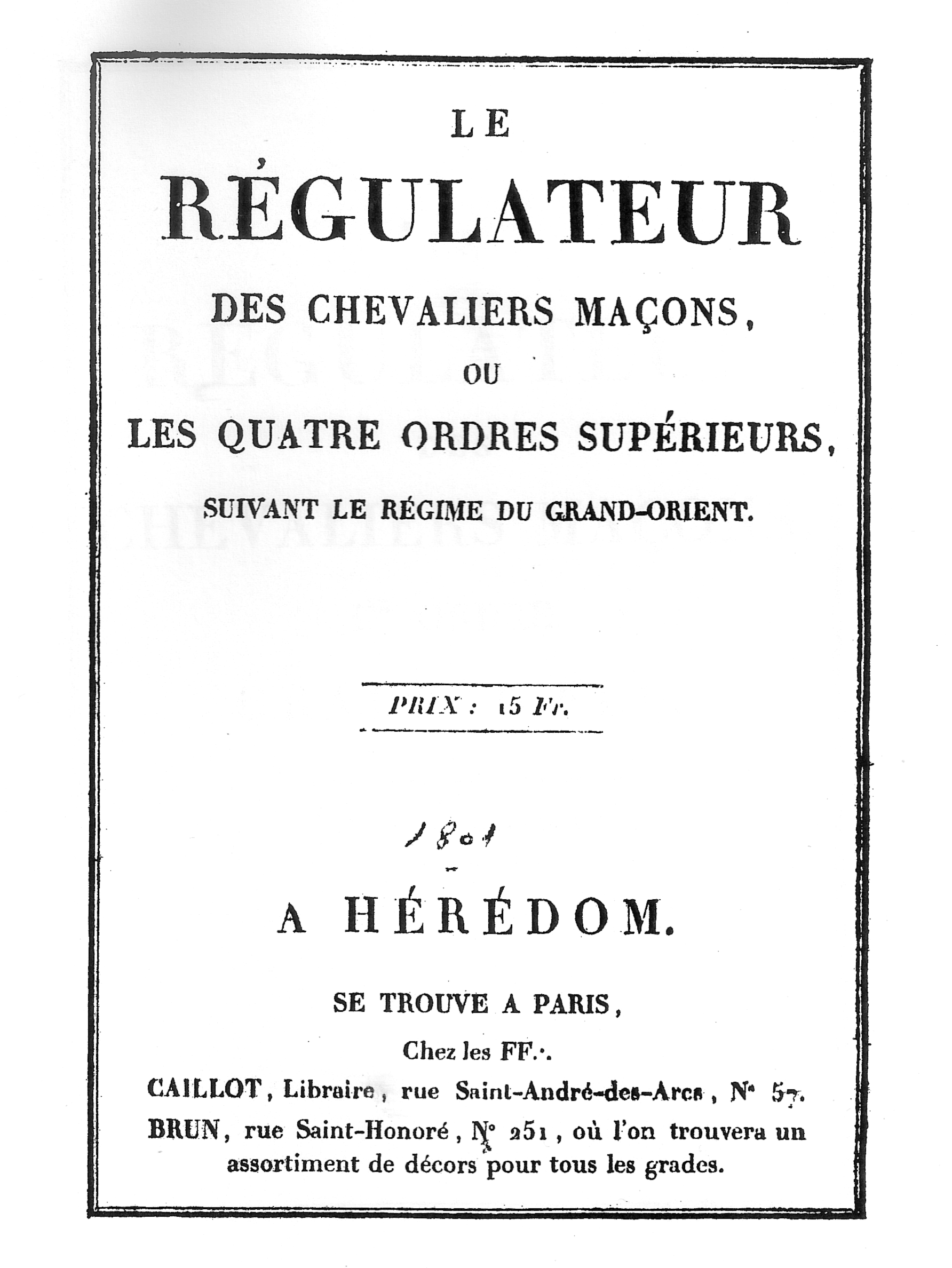
Page de garde du Régulateur des Chevaliers Maçons, 1801.

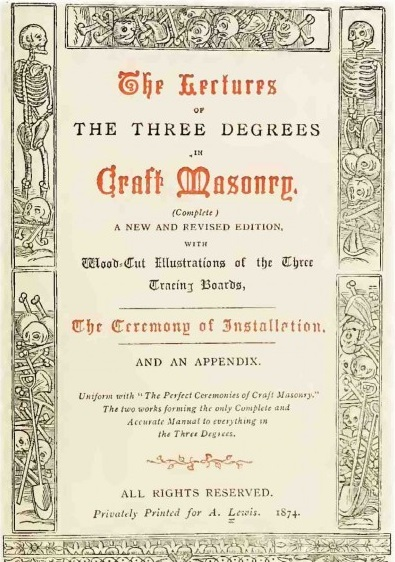
Page de garde de Lectures of the Three Degrees in Craft Masonry, 1874.

## Ouvrages généraux
- (en + fr) James Anderson (Maurice Paillard, introduction), Reproduction des Constitutions des francs-maçons ou Constitution d'Anderson de 1723 en anglais et en français, Twickenham, Éd. Maurice Paillard, 1952, 91 p. (lire en ligne)Voir également l'ouvrage sur les Constitutions d'Anderson de Daniel Ligou (juillet 1995) et celui de Bruno Étienne (mai 2013).
- Oswald Wirth, La Franc-maçonnerie rendue intelligible à ses adeptes : Sa philosophie, son objet, sa méthode, ses moyens, t. 1 : L'apprenti, Paris, J'ai lu, coll. « Aventure secrète », mars 2015 (1re éd. 1890), 189 p., livre de poche (ISBN 978-2-29010710-2)[2]
  - La Franc-maçonnerie rendue intelligible à ses adeptes, t. 2 : Le Compagnon, novembre 2015 (1re éd. 1890), 190 p. (ISBN 978-2-29011418-6)
  - La franc-maçonnerie rendue intelligible à ses adeptes, t. 3 : Le Maître, mars 2016 (1re éd. 1890), 250 p. (ISBN 978-2-29012676-9)
- Paul Naudon, La Franc-maçonnerie, PUF, coll. « Que sais-je ? » (no 1064), février 2002, 18e éd. (1re éd. 1963), 128 p. (ISBN 978-2-13-052489-2)[3],[2],[4]Ouvrage remplacé sous le même titre en 2013 par celui de Roger Dachez et Alain Bauer (« Que sais-je ? » n° 3993).
- René Guénon, Études sur la Franc-maçonnerie et le Compagnonnage, Paris, Éd. Traditionnelles, février 2012 (1re éd. 1964)[5]t. 1, 315 p.  (ISBN 978-2-7138-0206-5) et t. 2, 315 p.  (ISBN 978-2-7138-0205-8)
- Jean Saunier, Les Francs-maçons, Paris, Éd. Culture, Art, Loisirs, 1972, 283 p.
- Théo Marti (préf. Alain Marti), Des hérésies maçonniques à l'histoire de la Ligue universelle des francs-maçons, Genève, Éd. Slatkine, septembre 2003, 2e éd. (1re éd. 1978, Éd. Lielens, Bruxelles), 429 p. (ISBN 978-2-05-101924-8)
- Léo Campion, Le Drapeau noir, l'Équerre et le Compas : Les maillons libertaires de la Chaîne d'Union, Éd. Alternative libertaire, 1996, 2002, 2004 (1re éd. 1978, Éd. Goutal-Darly), 158 p. (présentation en ligne, lire en ligne)
- Daniel Ligou (introduction, traduction et notes), Constitutions d'Anderson, Edimaf, Éd. maçonniques de France, juillet 1995, 4e éd. (1re éd. 1978, Éd. Lauzeray International), 282 p. (ISBN 978-2-90384620-6)[5],[2]Voir également l'ouvrage sur les Constitutions d'Anderson de Bruno Étienne, mai 2013.
- Jacques Ploncard d'Assac, Le Secret des francs-maçons, Éditions de Chiré, 1979, 2e éd., 267 p. (ISBN 978-2-85190-039-5)
- Nathalie Pacout, La Franc-maçonnerie : Initiation, Alleur, Marabout, coll. « Ésotérisme - Spiritualité - Culture », juin 1996 (1re éd. 1991) (ISBN 978-2-501-01635-3)
- Alain Pozarnik, Mystères et Actions du rituel d'ouverture en loge maçonnique, Paris, Éditions Dervy, coll. « Bibliothèque de la franc-maçonnerie », avril 1999 (1re éd. 1991), 382 p. (ISBN 978-2-84454-008-9)[3],[2]
- Jack Chaboud, Les Francs-maçons, Éd. Milan, coll. « Les Essentiels » (no 69), novembre 2004 (1re éd. 1997), 63 p. (ISBN 978-2-7459-1614-3)[2]
- Luc Nefontaine, La Franc-maçonnerie : Une fraternité révélée, Paris, Éditions Gallimard, coll. « Découvertes Gallimard / Culture et société » (no 211), octobre 2008 (1re éd. 1997), 160 p. (ISBN 978-2-07-034917-3)[3],[2]
- Collectif, Les Francs-Maçons , Paris, Éd. Tallandier , Les Dossiers Historia, s.l., 1998
- Patrick Négrier, La Pensée maçonnique du XIVe au XXe siècle, Monaco, Éditions du Rocher/Jean-Paul Bertrand, coll. « Pierre philosophale », novembre 1998, 334 p. (ISBN 978-2-268-03111-8, présentation en ligne)[2]
- Maurice Schmieder, La Franc-maçonnerie : Histoire d'une Grande Fraternité, Braine-l'Alleud, Éd. Jean-Marie Collet, octobre 1998, 397 p. (ISBN 978-2-87367-009-2)
- Charles Porset, La Devise maçonnique « Liberté Égalité Fraternité », Edimaf, Éd. maçonniques de France, coll. « Encyclopédie maçonnique », septembre 2012 (1re éd. janvier 1999), 88 p. (ISBN 978-2-919601-16-5)
- Jack Chaboud, Les Francs-maçons : Ces Bâtisseurs du Temple intérieur, Éd. Aubéron, avril 2010 (1re éd. juillet 1999), 238 p. (ISBN 978-2-84498-112-7)
- Jean Moreau, Les Francs-maçons, Paris, Éd. Le Cavalier bleu, coll. « Idées Reçues » (no 8), octobre 2008, 2e éd. (1re éd. mars 2001), 128 p. (ISBN 978-2-84670-224-9)
- Jean Solis, Guide pratique de la Franc-maçonnerie : Rites, systèmes, organisations, Paris, Éditions Dervy, février 2004 (1re éd. mars 2001), 264 p. (ISBN 978-2-84454-269-4)[4]
- Jean Verdun, La Nouvelle Réalité maçonnique, Paris, Éditions Albin Michel, coll. « Spiritualité », septembre 2015 (1re éd. 2001), 256 p. (ISBN 978-2-226-25862-5, présentation en ligne)[3]
- Jean Mourgues, La Franc-maçonnerie, société initiatique des temps modernes, Paris, Éditions Dervy, août 2002, 270 p. (ISBN 978-2-84454-187-1)[4]
- Jack Chaboud, La Franc-maçonnerie : Histoire, mythes et réalité, Librio, coll. « Documents » (no 660), septembre 2014 (1re éd. 2004, Éd. J'ai lu), 93 p. (ISBN 978-2-290-07861-7)[6],[2]
- Sébastien Galceran, Les Franc-maçonneries, La Découverte, coll. « Repères », octobre 2004, 128 p. (ISBN 978-2-7071-4087-6)
- Philippe Benhamou et Christopher Hodapp, La Franc-maçonnerie pour les Nuls, First Éditions, coll. « Pour les nuls », août 2023 (1re éd. 2006), 420 p. (ISBN 2754006966)[2],[7]
  - La Franc-maçonnerie illustrée pour les Nuls, First Éditions, coll. « Pour les nuls », octobre 2012, 464 p. (ISBN 978-2-7540-4099-0)
- Jack Chaboud, Découverte de la franc-maçonnerie, Paris, Plon, coll. « Petite Bibliothèque des Spiritualités », mai 2006, 125 p. (ISBN 978-2-259-20366-1)[6],[2],[4]
- Philippe Benhamou, Les Grandes Énigmes de la Franc-maçonnerie, First Éditions, coll. « Documents », mars 2016, 2e éd. (1re éd. 2007), 320 p. (ISBN 978-2-7540-8101-6)[3]
- Geoffray d'A, Le Grand Manuel de Franc-Maçonnerie : Réunir ce qui épars - Ordo Ab Chao, Éditions Initiatis, juin 2007, 592 p. (ISBN 978-2-9529400-3-0)
- Bruno Étienne (présentation et annotations), Les Constitutions d'Anderson, Nouvelles éditions de l'Aube, mai 2013 (1re éd. 2007), 156 p. (ISBN 978-2-81590-762-0)[6]Intégrale du texte fondateur de la maçonnerie spéculative, présentée et annotée. Voir également l'ouvrage de Daniel Ligou, juillet 1995.
- Jack Chaboud, La Franc-maçonnerie, tout comprendre, EPA Éditeur, octobre 2008, 255 p. (ISBN 978-2-85120-700-5)[2]
- Alain Bauer et Jean-Claude Rochigneux, Les Relations internationales de la franc-maçonnerie française, Armand Colin, mars 2010, 160 p. (ISBN 978-2-200-24845-1)
- Alain Lequien, Réflexions maçonniques : En Loge Symbolique (1re partie), Paris, Éditions Doyen, coll. « V.L.S. », septembre 2010, 173 p. (ISBN 978-2-905990-11-2)
- Jack Chaboud, La Franc-maçonnerie : Au-delà du secret, Éditions Chronique, coll. « Chronique Thema », octobre 2010, 152 p. (ISBN 978-2-205-06511-4)
- Irène Mainguy (préf. Bernadino Fioravanti), La Franc-maçonnerie clarifiée pour ses initiés : Sa philosophie, son objet, sa méthode, ses moyens. À la suite d'Oswald Wirth., t. 1 : L'Apprenti, Paris, Éditions Dervy, février 2011, 278 p. (ISBN 978-2-84454-652-4)[2]
  - La Franc-maçonnerie clarifiée pour ses initiés, t. 2 : Le Compagnon, juillet 2015 (1re éd. mars 2012), 246 p. (ISBN 978-2-84454-668-5)
  - La Franc-maçonnerie clarifiée pour ses initiés, t. 3 : Le Maître, février 2013, 355 p. (ISBN 978-2-84454-669-2)
- Jean-Marc Aractingi et Gilles Le Pape, Rituels et Catéchismes au rite œcuménique : Orient et Occident, à la croisée des chemins maçonniques, Paris, Éd. L'Harmattan, mars 2011, 190 p. (ISBN 978-2-296-54445-1)
- Jack Chaboud, Les Francs-maçons, Éd. Milan, coll. « Les archives de l'Histoire », avril 2012, 72 p. (ISBN 978-2-74595465-7)[8]
- Roger Dachez et Alain Bauer, La Franc-maçonnerie, PUF, coll. « Que sais-je ? » (no 3993), juin 2023, 3e éd. (1re éd. juin 2013), 128 p. (ISBN 978-2-13-059496-3)Cet ouvrage remplace celui de Paul Naudon (« Que sais-je ? » n° 1064) dont la 1re édition date de 1963 et la dernière de 2002.
- Jack Chaboud, Marie-Stéphane Chaboud, André Combes, Roger Dachez, Antoine Faivre, Serge Lafitte, Jean Mercier, Pierre Mollier, Luc Nefontaine et François Thual, 20 clés pour comprendre la Franc-Maçonnerie, Paris, Éd. Albin Michel et Le Monde des religions, février 2013, 160 p. (ISBN 978-2-226-24646-2)Tiré du hors-serie n°6 du Monde des religions.
- Guy-Albert Rufin-Duhamel, La Franc-maçonnerie d'inspiration traditionnelle : Que reste-t-il des anciens usages du métier des bâtisseurs d'autrefois ?, Éd. Bourrache, janvier 2014, 295 p. (ISBN 978-2-9547928-0-4)
- Christophe Bitaud, L'Unique et l'Initié : Franc-Maçonnerie et Anarchie, Paris, Théolib, coll. « Galaad », janvier 2014, 139 p. (ISBN 978-2-36500-075-8)[9]
- Alain Quéruel, Le Grand Livre de la franc-maçonnerie : Un panorama chrono-thématique, des origines à nos jours, en France et à l'étranger, Paris, Éd. Eyrolles, novembre 2015, 350 p. (ISBN 978-2-212-56286-6)[10]
- Philippe Benhamou Francs-maçons : 100 idées reçues, Éditions First/Historia, 2015.  (ISBN 275407130X) co-auteur et préfacier
- Philippe Benhamou La franc-maçonnerie pour les nuls - en 50 notions clés, Éditions First, 2017.  (ISBN 2412028869)
- Pierre Mollier, Sylvie Bourel, Laurent Portes (sous la dir.) et al., La Franc-maçonnerie, Paris, Bibliothèque nationale de France, avril 2016, 344 p. (ISBN 978-2-7177-2699-2)Ouvrage publié à l'occasion de l'exposition « La Franc-Maçonnerie » présentée par la BNF du 12 avril au 24 juillet 2016.
- Raphaël Aurillac et Kleiô (préf. Jack Lang), Anthologie maçonnique : La conspiration de la tolérance, Paris, Éd. Dervy, coll. « Bibliothèque de la franc-maçonnerie », juin 2016, 620 p. (ISBN 979-10-242-0151-1)
- Philippe Benhamou Les Grandes Énigmes de la Franc-maçonnerie, 2e édition, Éditions First, 2016.  (ISBN 978-2-7540-8101-6)
- GLNF, Loge nationale de recherche Villard de Honnecourt et Jean-François Variot (dir.), Trois cents ans de franc-maçonnerie, Paris, Éd. Dervy, juin 2017, 617 p. (ISBN 10-242-0208-9 et 979-10-242-0208-2, présentation en ligne)[11],[N 1]

## Dictionnaires et encyclopédies
- Daniel Béresniak[N 2], Myriam Psachin, Marian Berlewi et Daniel Ligou (dir.), Dictionnaire Universel de la Franc-Maçonnerie, vol. 1 et 2, Paris, Éd. du Prisme et Éd. de Navarre, 1974, 1 398 (ISBN 978-2-85267003-7)[5]Le dictionnaire de la franc-maçonnerie de Daniel Ligou (voir ci-dessous) a été édité à partir de cet ouvrage.
- Michel Gaudart de Soulages et Hubert Lamant (préf. Henri Prouteau, introduction Jean-Pierre Bayard), Dictionnaire des Francs-Maçons français, Éd. Jean-Claude Lattès, décembre 1995 (1re éd. 1980, Éd. Albatros), 927 p. (ISBN 978-2-70961556-3)[4]
- Daniel Ligou et al. (édition revue, corrigée et augmentée par Charles Porset et Dominique Morillon), Dictionnaire de la franc-maçonnerie, Paris, PUF, coll. « Quadrige », septembre 2006, 5e éd. (1re éd. 1987), 1 257 (ISBN 978-2-13055094-5)[5],[12],[13],[14],[2],[4]Ouvrage édité à partir du Dictionnaire Universel de la Franc-Maçonnerie de Daniel Béresniak (voir ci-dessus).
- Michaël Segall, Dictionnaire maçonnique, terminologie des rituels maçonniques, Paris, Éd. Dervy, coll. « Pierre vivante », septembre 2014, 2e éd. (1re éd. 1988), 399 p. (ISBN 979-10-242-0062-0)[15]
- Jean Lhomme, Édouard Maisondieu et Jacob Tomaso, Nouveau dictionnaire thématique illustré de la Franc-Maçonnerie, Paris, Éd. Dervy, septembre 2004, 2e éd. (1re éd. septembre 1993, Éd. du Rocher, sous le nom Dictionnaire thématique illustré de la Franc-Maçonnerie), 661 p. (ISBN 978-2-84454-310-3)[5],[2],[4]
- (it) Michele Moramarco, Nuova Enciclopedia Massonica, Foggia, Bastogi Editrice Italiana, décembre 1997, 624 p. (ISBN 978-8-88185083-9)
- Bernard Baudoin, Dictionnaire de la Franc-Maçonnerie, Éd. De Vecchi, février 2011 (1re éd. 1998), 320 p. (ISBN 978-2-73289593-2)[2]
- Jean-Frédéric Daudin, L'ABCdaire de la Franc-maçonnerie : Origines et pratiques de la franc-maçonnerie, histoire des principaux symboles, Paris, Éd. Flammarion et L'Express, 2010 (1re éd. janvier 1999), 120 p. (ISBN 978-2-84343731-1)[4]
- Éric Saunier (sous la dir.) et al., Encyclopédie de la franc-maçonnerie, Le Livre de poche (LGF), coll. « La Pochothèque », novembre 2002 (réimpr. mai 2008) (1re éd. mars 2000), 982 p. (ISBN 978-2-253-13032-1)[16],[5],[13],[3],[2],[4]
- Alain Bauer et Roger Dachez, Les 100 mots de la franc-maçonnerie, PUF, coll. « Que sais-je ? » (no 3799), juin 2017, 3e éd. (1re éd. 2007), 128 p. (ISBN 978-2-13-079499-8)[6],[2]
- Alain Bauer, Dictionnaire amoureux de la Franc-maçonnerie, Paris, Plon, coll. « Dictionnaire amoureux », septembre 2010, 496 p. (ISBN 978-2-25921120-8)[12],[N 3]
- Marc de Jode, Monique Cara et Jean-Marc Cara, Dictionnaire universel de la Franc-Maçonnerie, Éd. Larousse, coll. « À Présent », août 2011, 640 p. (ISBN 978-2-03-584840-6, présentation en ligne)
- Jean-Luc Maxence (dir.) et al., La Franc-maçonnerie, histoire et dictionnaire, Paris, Éd. Robert Laffont, coll. « Bouquins », avril 2013, 1 179 (ISBN 978-2-22111635-7, présentation en ligne)[17],[N 4]
- Pierre-Yves Beaurepaire (sous la dir.), Dictionnaire de la Franc-maçonnerie, Paris, Armand Colin, mars 2014, 336 p. (ISBN 978-2-20024839-0, présentation en ligne)[13]
- Solange Sudarskis (préf. Christian Roblin), Dictionnaire vagabond en franc-maçonnerie, Paris, Le compas dans l'œil, septembre 2024, 850 p., 20,2 × 29,8 cm (ISBN 2-48731907-0 et 978-2-48731907-3, présentation en ligne).

## Réflexions sur la franc-maçonnerie
- Charles Riandey, Confessions d'un Grand Commandeur de la Franc-Maçonnerie, Monaco, Éd. du Rocher, coll. « Pierre Philosophe », mai 1989 (1re éd. 1970), 285 p. (ISBN 978-2-26800779-3)
- Johann Gottlieb Fichte (trad. Henri Rochais, Intro. et notes Patrick Négrier), Entretiens sur la franc-maçonnerie, Paris, Éd. Trédaniel, coll. « Voies traditionnelles », janvier 1990, 109 p. (ISBN 978-2-85707621-6)
- Johann Gottlieb Fichte (trad. Ives Radrizzani et F. Tobgui), Philosophie de la maçonnerie, Paris, Vrin, coll. « Textes philosophiques », septembre 1995, 247 p. (ISBN 978-2-7116-1241-3, présentation en ligne)Série de conférences prononcées par Fichte en 1800, à la Loge « Royale York de l’Amitié », Orient de Berlin, et éditées sous forme de lettres en 1802-1803.
- Jack Chaboud, Paroles de francs-maçons, Paris, Éd. Albin Michel, coll. « Carnets de sagesse », août 1996, 53 p. (ISBN 978-2-226-07195-8)
- Ghislaine Ottenheimer et Renaud Lecadre, Les Frères invisibles, Paris, Éd. Albin Michel, avril 2001, 357 p. (ISBN 978-2-226-12579-8)
- René Le Moal et Georges Lerbet, La Franc-maçonnerie : Une quête philosophique et spirituelle de la connaissance, Paris, Armand Colin, coll. « 128 », juin 2005, 128 p. (ISBN 978-2-20034026-1)[N 5],[6],[2]
- Alain Bauer, Le crépuscule des frères : La fin de la Franc-maçonnerie ?, Paris, Éd. de la Table ronde, septembre 2005, 176 p. (ISBN 978-2-71032796-7)[18],[2]
- Sophie Coignard, Un État dans l’État : Le contre-pouvoir maçonnique, Paris, Éd. Albin Michel, mars 2009, 325 p. (ISBN 978-2-22618986-8)
  - Un État dans l’État : Le contre-pouvoir maçonnique, Paris, Éd. Points, janvier 2010, 321 p., livre de poche (ISBN 978-2-75781667-7)
- Christophe Bourseiller, Un maçon franc : Récit secret, Éd. Alphée, coll. « Documents », février 2010, 137 p. (ISBN 978-2-75380542-2)[19],[N 6],[2]
- Emmanuel Thiébot, Qui sont les francs-maçons ? : Dans le secret des loges - Témoignages, Paris, Éd. Omnibus, octobre 2015, 496 p. (ISBN 978-2-25811836-2, présentation en ligne)
- Jean-François Pluviaud, Vagabondages maçonniques : Réflexions, Paris, Éd. Dervy, coll. « Pierre vivante », décembre 2015, 176 p. (ISBN 979-10-242-0125-2, présentation en ligne)[20]
- Peter Bu Les francs-maçons arrêtés au milieu du gué. Paris, Editions des Champs-Élysées - Deauville, 2021, 301 p.[21]

## Histoire de la franc-maçonnerie

### Histoire générale
- Pierre Chevallier, Histoire de la franc-maçonnerie française, t. 1 : La Maçonnerie : École de l'Égalité (1725-1799), Fayard, coll. « Grandes études historiques », juillet 2000 (1re éd. 1974), 408 p. (ISBN 978-2-21300029-9)[12],[13],[14],[2]
  - Histoire de la franc-maçonnerie française, t. 2 : La Maçonnerie : Missionnaire du libéralisme (1800-1877), janvier 1989 (1re éd. 1975), 556 p. (ISBN 978-2-21300082-4)
  - Histoire de la franc-maçonnerie française, t. 3 : La Maçonnerie : Église de la République (1877-1944), janvier 1975, 480 p. (ISBN 978-2-21300162-3)
- Daniel Ligou (dir.) et al., Histoire des francs-maçons en France, t. 1 : 1725-1815, Éd. Privat, coll. « Hommes et communautés », septembre 2000 (1re éd. 1981, Privat, en un seul volume), 255 p. (ISBN 978-2-7089-6838-7)[22]
  - Histoire des francs-maçons en France, t. 2 : de 1815 à nos jours, Éd. Privat, septembre 2000, 253 p. (ISBN 978-2-7089-6839-4)
- Paul Naudon, Histoire générale de la Franc-Maçonnerie, Éd. d'art Charles Moreau, mai 2004 (1re éd. 1981, Éd. Office du Livre, puis 1987), 251 p. (ISBN 978-2-90945824-3)[3]
- Robert-Freke Gould (trad. de l'anglais par Louis Lartigue), Histoire abrégée de la franc-maçonnerie, Éd. Jean de Bonnot, 1996, 531 p.
- André Combes, Les trois siècles de la Franc-maçonnerie française, Paris, Éd. Dervy, coll. « Bibliothèque de la franc-maçonnerie », septembre 2007, 4e éd. (1re éd. 1996), 261 p. (ISBN 978-2-84454-491-9)[6],[2]
- Paul Gourdot, Le combat social des francs-maçons, Monaco, Éd. du Rocher, novembre 1999, 302 p. (ISBN 978-2-26803340-2)[4]
- Roger Dachez, Histoire de la Franc-maçonnerie française, PUF, coll. « Que sais-je ? » (no 3668), avril 2015, 6e éd. (1re éd. 2003), 128 p. (ISBN 978-2-13-063149-1)[3],[6],[2]
- Daniel Brun, Histoire de la Franc-Maçonnerie, Éd. de la Seine, coll. « Maxi-poche histoire », novembre 2005 (ISBN 2-74345498-9)
- Hervé Vigier, Lumières de la Franc-maçonnerie Française, Paris, Éd. Télètes, coll. « Défense et illustration de la Maçonnerie française », mai 2006, 346 p. (ISBN 978-2-90603164-7)[12]
- Philippe Langlet (préf. Claude Gagne), Les sources chrétiennes de la légende d'Hiram, Paris, Éd. Dervy, coll. « Bibliothèque de la franc-maçonnerie », octobre 2009, 393 p. (ISBN 2-84454-589-0 et 978-2-84454-589-3)[2]
- Janet Burke et Margaret Jacob (préf. Cécile Révauger, Jean-Pierre Bacot et Laure Caille), Les premières francs-maçonnes au siècle des Lumières, Bordeaux, Presses universitaires de Bordeaux, coll. « Monde maçonnique », mai 2011, 2e éd. (1re éd. 2010), 190 p. (ISBN 2-86781-713-7 et 978-2-86781-713-7)
- Hugues Berton et Christelle Imbert (préf. Jean-Pierre Mathonière et Pierre Mollier), Les enfants de Salomon : Approches historiques et rituelles sur les compagnonnages et la franc-maçonnerie, Paris, Éd. Dervy, coll. « Ésotérisme Dive », juillet 2015, 935 p. (ISBN 978-10-242-0094-2)[N 7]
- Yves Hivert-Messeca (préf. Pierre-Yves Beaurepaire, postface José Antonio Ferrer Benimeli), L'Europe sous l'acacia : Histoire des Franc-maçonneries européennes du XVIIIe siècle à nos jours, t. 1 : Le XVIIIe siècle, Paris, Éd. Dervy, coll. « L'univers maçonnique », mars 2012, 380 p. (ISBN 978-2-84454-900-6)
  - Yves Hivert-Messeca (préf. Aldo Mola, postface Andreas Onnerfors), L'Europe sous l'acacia, t. 2 : Le XIXe siècle, avril 2014, 784 p. (ISBN 979-10-2420023-1)
  - Yves Hivert-Messeca (préf. Jeffrey Tyssens), L'Europe sous l'acacia, t. 3 : Le XXe siècle, avril 2016, 478 p. (ISBN 978-10-2420135-2)
- Emmanuel Thiébot, L'Histoire de la franc-maçonnerie, Ouest-France, coll. « Histoire », septembre 2016, 128 p. (ISBN 978-2-73737051-9)
- Jean-Marc Aractingi, Histoire de la franc-maçonnerie au Moyen-Orient ( Liban, Syrie, Palestine, Turquie, Égypte, Iran..), Independently published , 2019,706 pages,  (ISBN 1075005477 et 978-1075005473)

### Avant leXVIIIesiècle
- Frédérick Tristan (dir.) et al., La franc-maçonnerie : documents fondateurs, L'Herne, coll. « Cahiers » (no 62), octobre 2007 (1re éd. 1992), 254 p. (ISBN 978-2-85197154-8, présentation en ligne)[5],[2]
- David Stevenson (trad. Patrick Sautrot), Les premiers francs-maçons : Les Loges Écossaises originelles et leurs membres [« The Origins of Freemasonry: Scotland's Century, 1590-1710, Cambridge University Press, 1988, paperback ed. septembre 1990 »], Saint-Hilaire-de-Riez, Éd. Ivoire-Clair, coll. « Les Architectes de la Connaissance », mai 2000, 256 p. (ISBN 978-2-913882-02-7, présentation en ligne)[5]
- Roger Dachez, L'invention de la franc-maçonnerie : Des opératifs aux spéculatifs, Éd. Véga, janvier 2011 (1re éd. novembre 2008), 308 p. (ISBN 978-2-85829678-1)[12],[5],[2],[N 8]

### XVIIIesiècle
- Margaret C. Jacob (trad. Henri Médioni, préf. Roger Dachez), Les Lumières au quotidien : franc-maçonnerie et politique au siècle des lumières, Éd. À l'Orient, coll. « Histoire », avril 2004, 447 p. (ISBN 978-2-91259138-8)[N 9]
- François Labbé, Le Message maçonnique au XVIIIe siècle : Contribution à l'histoire des idées, Paris, Éd. Dervy, février 2005, 352 p. (ISBN 978-2-84454-347-9, présentation en ligne)
- Pierre Mollier (préf. Roger Dachez), La Chevalerie Maçonnique : Franc-maçonnerie, imaginaire chevaleresque et légende templière au siècle des Lumières, Paris, Éd. Dervy, coll. « Renaissance traditionnelle », août 2005, 228 p. (ISBN 978-2-84454-398-1)[N 10]
- André Kervella, Le mystère de la Rose Blanche : Francs-Maçons et Templiers au XVIIIe siècle, Paris, Éd. Dervy, coll. « Pierre Vivante », juillet 2009, 438 p. (ISBN 978-2-84454-592-3)
- Janet Burke et Margaret Jacob (préf. Cécile Révauger), Les premières francs-maçonnes au siècle des Lumières, Presses universitaires de Bordeaux, coll. « Monde maçonnique », mai 2011, 2e éd. (1re éd. 2010), 190 p. (ISBN 978-2-86781-713-7)
- Charles Porset et Cécile Révauger (dir.) et al., Le Monde maçonnique des Lumières (Europe-Amériques & Colonies) : Dictionnaire prosopographique (3 vol.), Paris, Éd. Honoré Champion, coll. « DR 26 », juillet 2013, 2 848 (ISBN 978-2-7453-2496-2)[N 4]
- Charles Porset, les premiers pas de la franc-maçonnerie en France au XVIIIe siècle : « le Secret », Edimaf, Éd. maçonniques de France, coll. « Encyclopédie maçonnique », juin 2014, 224 p. (ISBN 978-2-91960152-3)[12]

### XIXesiècle
- André Combes, Histoire de la Franc-maçonnerie au XIXe siècle, t. 1, Monaco, Éd. du Rocher, janvier 1998, 450 p. (ISBN 978-2-26802791-3)[3],[2],[4]
  - Histoire de la Franc-maçonnerie au XIXe siècle, t. 2, février 1999, 430 p. (ISBN 978-2-26803163-7)
- Georges Odo, La Franc-Maçonnerie au Maroc sous la IIIe République, Edimaf, Éd. maçonniques de France, coll. « Encyclopédie maçonnique », janvier 2014, 2e éd. (1re éd. septembre 1999), 112 p. (ISBN 978-2-91960144-8)
- Bruno Étienne, Abd El-Kader et la franc-maçonnerie, suivi de Soufisme et franc-maçonnerie, Paris, Éd. Dervy, avril 2008, 156 p. (ISBN 978-2-84454-533-6)[23],[N 11]
- André Combes (préf. Jean-Robert Ragache), Commune de Paris (mars-mai 1871) : La franc-maçonnerie déchirée, Paris, Éd. Dervy, coll. « L'univers maçonnique », juin 2014, 246 p. (ISBN 979-10-242-0047-7)[N 12]
- Emmanuel Kreis, Quis ut Deus ? : Antijudéo-maçonnisme et occultisme en France sous la IIIe République, Paris, Éd. Les Belles Lettres, novembre 2017, 1 296 (ISBN 2-25144711-3 et 978-2-25144711-7, présentation en ligne)[N 13]Ouvrage édité en deux volumes.
- Thierry Zarcone (postface Franck Frégosi), Le mystère Abd el-Kader : La franc-maçonnerie, la France et l'islam, Paris, Éd. du Cerf, coll. « Géopolitique », janvier 2019, 351 p. (ISBN 2-20412396-X et 978-2-20412396-9, présentation en ligne)[N 14]
- (de) Heiner Wittmann, Napoleon III. und die Freimaurer, Köln 2022  (ISBN 978-3-9815560-7-0).

### XXesiècle
- André Combes, La Franc-maçonnerie sous l'occupation : Persécution et Résistance (1939-1945), Paris, Éditions du Rocher, coll. « Franc-maçonnerie » (réimpr. 2005) (1re éd. 2001), couv. ill., 421, 24 cm (ISBN 978-2268074627 et 2-268-04112-3, OCLC 422242486, SUDOC 060767421, présentation en ligne)[2]
- Arnaud de la Croix, Hitler et la franc-maçonnerie, Éd. Tallandier, coll. « Texto », janvier 2014 (1re éd. février 2013, Éd. Racine), 182 p. (ISBN 979-10-2100426-9)
- Emmanuel Pierrat, Les francs-maçons sous l'Occupation : Entre résistance et collaboration, Éd. Albin Michel, février 2016, 359 p. (ISBN 978-2-226-32004-9)
- Yves Hivert-Messeca, Hiram et Bellone : Les franc-maçons dans la Grande Guerre (1914-1918), Paris, Éd. Dervy, coll. « L'univers maçonnique », novembre 2016, 281 p. (ISBN 10-242-0167-8 et 979-10-242-0167-2).

## Symbolisme maçonnique
- Jules Boucher, La Symbolique maçonnique, Paris, Éd. Dervy, coll. « Bibliothèque de la franc-maçonnerie », août 2003 (1re éd. 1948), 380 p. (ISBN 2-85076510-4 et 978-2-85076510-0, présentation en ligne)[3],[2]
- Luc Nefontaine, Symboles et symbolisme dans la franc-maçonnerie, t. 1 : Histoire et historiographie, Bruxelles, Éditions de l'Université de Bruxelles, coll. « Spiritualités et pensées libres », décembre 1998 (1re éd. 1994), 246 p. (ISBN 978-2-8004-1093-7)[4]
  - Symboles et symbolisme dans la franc-maçonnerie, t. 2 : Phénoménologie et herméneutique, décembre 1997, 212 p. (ISBN 978-2-8004-1164-4)
- Richard Khaitzine, De la Parole voilée à la Parole perdue : Franc-Maçonnerie et Alchimie, Éd. Le Mercure Dauphinois, novembre 2001 (1re éd. novembre 1997), 228 p. (ISBN 978-2-91382615-1)
- Irène Mainguy, La symbolique maçonnique du troisième millénaire, Paris, Éd. Dervy, janvier 2006, 3e éd. (1re éd. 2001), 640 p. (ISBN 978-2-84454-116-1)[6],[2]
- Irène Mainguy, Symbolique des Grades de Perfection et des Ordres de Sagesse, Paris, Éd. Dervy, septembre 2003, 557 p. (ISBN 978-2-84454-224-3)
- Patrick Négrier, Temple de Salomon et diagrammes symbolique : Iconologie des tableaux de loge et du cabinet de réflexion, Saint-Hilaire-de-Riez, Éd. Ivoire-Clair, coll. « Les Architectes de la Connaissance », avril 2012 (1re éd. février 2004), 240 p. (ISBN 978-2-913882-76-8)
- Irène Mainguy, De la symbolique des chapitres en franc-maçonnerie : Rite Écossais Ancien et Accepté et Rite Français, Paris, Éd. Dervy, septembre 2005, 580 p. (ISBN 978-2-84454-363-9)
- Jean-Charles Nehr (préf. Charles Porset), Symbolisme et Franc-maçonnerie, Paris, Éd. À l'Orient, coll. « Entre l'équerre et le compas », février 2008, 216 p. (ISBN 978-2-91259158-6)
- Xavier Tacchella et Monique Amiot (préf. Jean-Marie Lupart), Apprenti, des Ténèbres à la Lumière, Éd. Codexlibris, mai 2008 (ISBN 978-2-9531090-0-9)[24]
  - Compagnon, du spéculatif à l'opératif (préf. Anne-Marie Stadelhoffer), Éd. Codexlibris, janvier 2009 (ISBN 978-2-9168050-0-9)
  - Maître, de la Mort a la Vie, Éd. Codexlibris, juin 2009 (ISBN 978-2-9168050-2-3)Ces trois ouvrages sont relatifs au Rite opératif de Salomon.
- Claude Darche, Vade-mecum des Hauts Grades, Paris, Éd. Dervy, coll. « Petite bibliothèque de la franc-maçonnerie », janvier 2009, 236 p. (ISBN 978-2-84454-577-0)
- Alain Subrebost, Petit manuel d'Éveil et de pratique maçonnique, t. 1, Paris, Éd. Dervy, coll. « Petite bibliothèque de la franc-maçonnerie », juin 2009, 382 p. (ISBN 978-2-84454-585-5)
  - Petit manuel d'Éveil et de pratique maçonnique, t. 2 : La maîtrise, juin 2011, 283 p. (ISBN 978-2-84454-653-1)
- Pierre Séa et Laure de Neith (préf. René Lachaud), Symphonie Alchimique, Éd. de la Hutte, octobre 2010, 160 p. (ISBN 978-2-91612330-1, présentation en ligne)[25],[N 15]
- Voir également l'ouvrage de Claude Darche, Vade-mecum des Ordres de Sagesse du Rite français, janvier 2011, dans la section ci-dessous Rite français.
- Dominique Jardin (préf. Antoine Faivre et Pierre Mollier), Voyages dans les Tableaux de Loge : Histoire et symboles, Jean-Cyrille Godefroy Éditions, septembre 2011, 288 p. (ISBN 978-2-86553230-8)[N 16]
- Patrick Lepetit (préf. Bernard Roger), Le surréalisme : Parcours souterrain, Paris, Éd. Dervy, mars 2012, 332 p. (ISBN 978-2-84454-696-8)[26],[N 17]
- Dominique Jardin (préf. Jean-Pierre Brach et Claude Gagne), Le Temple ésotérique des Francs-maçons : Histoire et symboles, Jean-Cyrille Godefroy Éditions, septembre 2012, 272 p. (ISBN 978-2-86553239-1)[N 16]
- Dominique Jardin (préf. Roger Dachez), La tradition des francs-maçons : Histoire et transmission initiatique, Paris, Éd. Dervy, coll. « Pierre vivante », octobre 2014, 350 p. (ISBN 978-10-242-0066-9)[27],[N 18]
- Roger Dachez et Alain Bauer, Lexique des symboles maçonniques, PUF, coll. « Que sais-je ? » (no 3979), mars 2017, 2e éd. (1re éd. novembre 2014), 128 p. (ISBN 978-2-13-079281-9)
- Jean-Luc Maxence et Frédéric Vincent, Imaginaire et psychanalyse des légendes maçonniques : D'Hiram à Dark Vador, Paris, Éd. Dervy, août 2015, 230 p. (ISBN 10-242-0109-0 et 979-10-242-0109-2, présentation en ligne)[N 19],[28]
- Marie-Dominique Massoni (préf. Jacques Trescases), Du Féminin et de sa quête en franc-maçonnerie, Éd. Detrad aVs, coll. « Rencontres », novembre 2015, 334 p. (ISBN 978-2-91609466-3)[N 20]
- Bruno Pinchard, Philosophie de l'initiation, Paris, Éd. Dervy, coll. « Bibliothèque de la Franc-Maçonnerie », novembre 2016, 168 p. (ISBN 10-242-0179-1 et 978-10-242-0179-6, présentation en ligne)[N 21]
- Georges Bertin (préf. Céline Bryon-Portet, postface Michel Maffesoli), Entre Caverne et Lumière : Essai sur l'imaginaire en loge de francs-maçons, Lyon, Éd. du Cosmogone, mars 2017 (ISBN 2-81030198-0 et 978-2-81030198-0, présentation en ligne)[N 22],[29]
- Solange Sudarskis, Dictionnaire vagabond de la pensée maçonnique, Paris, Éd. Dervy, coll. « Bibliothèque de la Franc-Maçonnerie », septembre 2017, 602 p. (ISBN 979-10-242-0213-6, présentation en ligne)[N 23]
- Jean-Claude Mondet, La Genèse : Volume de la connaissance sacrée, Montesson, Éd. Numérilivre, octobre 2017, 378 p. (ISBN 2-36632064-7 et 978-2-36632064-0, présentation en ligne)[N 24]
- Pierre Pelle le Croisa, Les langages symboliques de l'ésotérisme maçonnique, Paris, Éd. Dervy, coll. « Bibliothèque de la Franc-Maçonnerie », octobre 2018, 560 p. (ISBN 979-10-242-0293-8, présentation en ligne)[N 25]

## Obédiences

### Grand Orient de France
- Achille Godefroy Jouaust, Histoire du Grand-Orient de France, Rennes, Brisard (libraire) et Paris, Teissier (libraire), 1865, 530 p. (lire en ligne)
- André Combes, Le Grand-Orient de France 1865-1914, Edimaf, Éd. maçonniques de France, coll. « Encyclopédie maçonnique », octobre 2014, 2e éd. (1re éd. 2001), 120 p. (ISBN 978-2-91960159-2)
- Alain Bauer et Pierre Mollier, Le Grand Orient de France, Paris, PUF, coll. « Que sais-je ? » (no 3607), mars 2012, 1re éd., 128 p. (ISBN 978-2-13-058866-5)Une 1re édition de l'ouvrage rédigée par Alain Bauer et Édouard Boeglin a été éditée en 2002.
- Irène Mainguy (dir.), Deux Siècles et Demi d'Histoire du Grand Orient de France, Paris, Éditions Internationales du Patrimoine, juin 2016, 424 p. (ISBN 978-2-916094-52-6, présentation en ligne)[N 26]

### Grande Loge nationale française
- Jean-Eugène Murat, La Grande Loge nationale française, PUF, coll. « Que sais-je ? » (no 3742), juillet 2009, 2e éd. (1re éd. 2006), 128 p. (ISBN 978-2-13-057388-3)[2]
- GLNF (préf. Jean-Pierre Servel), Cent ans de spiritualité maçonnique : Histoire de la Grande Loge nationale Française, Paris, Éd. Dervy, octobre 2015, 400 p. (ISBN 979-10-242-0110-8)[N 27]

### Ordre maçonnique mixte international «le Droit humain»
- Marc Grosjean, Le Droit Humain International : 1913-1947 de l'éveil à la mise en œuvre, Autreville, Detrad aVs, juillet 2002, 427 p. (ISBN 2-90531975-5 et 978-2-90531975-3, présentation en ligne).
- Andrée Prat et Colette Loubatière, L'ordre maçonnique le Droit Humain, PUF, coll. « Que sais-je ? » (no 3673), octobre 2013, 2e éd. (1re éd. 2003), 128 p. (ISBN 978-2-13-062552-0)[4]
- Dominique Segalen, Genèse et fondation de L'Ordre Maçonnique Mixte International Le Droit humain (1866-1916), Paris, Éd. Detrad aVs, septembre 2016, 128 p. (ISBN 2-91609452-0 et 978-2-91609452-6, présentation en ligne)[N 28]

### Autres obédiences
- Alain Graesel, La Grande Loge de France, PUF, coll. « Que sais-je ? » (no 3791), juin 2014, 3e éd. (1re éd. 2008), 128 p. (ISBN 978-2-13-063095-1)[2]
- Marie-France Picart, La Grande Loge féminine de France, PUF, coll. « Que sais-je ? » (no 3819), septembre 2009, 2e éd. (1re éd. 2008), 128 p. (ISBN 978-2-13-057692-1)

## Rites et histoire des rites

### Rite français
- Jean Solis (sous la dir.) (préf. Philippe Thomas), Statuts, règlements et rituels des Ordres de sagesse du Rite Français pour le chapitre de Moûtiers : Fac similé d'un manuscrit de 1784, Éd. de la Hutte, coll. « Franc-maçonnerie », février 2009 (1re éd. 1784), 128 p. (ISBN 978-2-91612312-7, présentation en ligne)[12]
- Anonyme (préf. Pierre Mollier, postface André Berté), Recueil des trois premiers grades de la maçonnerie. Apprenti, Compagnon, Maître : Au Rite français, Éd. À l'Orient, janvier 2001 (1re éd. 1788), 236 p. (ISBN 978-2-91259113-5)[12]
- Ludovic Marcos, Histoire du rite Français au XIXe siècle, Edimaf, Éd. maçonniques de France, coll. « Encyclopédie maçonnique », mai 2016, 3e éd. (1re éd. septembre 1999), 138 p. (ISBN 978-2-91960179-0)[12],[N 29]
- Roger Dachez, Ludovic Marcos, Pierre Mollier et Charles Porset, Les Grades de Sagesse du Rite français : Histoire, naissance & renaissance, Éd. À l'Orient, mai 2004 (1re éd. septembre 2000), 208 p. (ISBN 978-2-91259115-9, présentation en ligne)
- Hervé Vigier, Le Rite Français du premier grade au Ve ordre, Paris, Éd. Télètes, coll. « Défense et illustration de la Maçonnerie française », décembre 2003, 222 p. (ISBN 978-2-90603159-3)
- Pierre Mollier (préf. Alain Bauer), Le Régulateur du Maçon 1785 / « 1801 » : édition critique, Éd. À l'Orient, coll. « Mémorables », septembre 2004, 326 p. (ISBN 978-2912591241)[5],[12]
- Hervé Vigier, Le Rite Français, t. 1 : L'Apprenti et le Compagnon dans le Rite Français et Moderne ou le printemps de la Franc-Maçonnerie française, Paris, Éd. Télètes, coll. « Défense et illustration de la Maçonnerie française », juin 2004, 88 p. (ISBN 978-2-90603160-9)[12]
  - Le Rite Français, t. 2 : Du Maître au Chevalier Maçon ou les chemins sinueux de l'Écossisme dans la tradition maçonnique française, avril 2005, 100 p. (ISBN 978-2-90603162-3)
  - Le Rite Français, t. 3 : La lettre et l'esprit de la synthèse des grades symboliques. Apprenti, Compagnon, Maître maçon, janvier 2013, 324 p. (ISBN 978-2-90603180-7)
  - Le Rite Français, t. 4 : Les Grades de Sagesse du Rit Primordial de France du Maître à l'Élu., juin 2017, 324 p. (ISBN 2-37019018-3 et 978-2-37019018-5)
- Claude Darche, Vade-mecum des Ordres de Sagesse du Rite français, Paris, Éd. Dervy, coll. « Petite bibliothèque de la franc-maçonnerie », janvier 2011, 112 p. (ISBN 978-2-84454-645-6)
- Alain Bauer et Gérard Meyer, Le Rite français, PUF, coll. « Que sais-je ? » (no 3918), août 2012, 1re éd., 128 p. (ISBN 978-2-13-058197-0)
- Ludovic Marcos (préf. André Combes et René Le Moal), Histoire illustrée du Rite français, Paris, Éd. Dervy, coll. « L'univers maçonnique », octobre 2012, 192 p. (ISBN 978-2-84454-944-0)
- Cécile Révauger et Ludovic Marcos (préf. Daniel Keller, avant-propos Jean-Pierre Catala), Les Ordres de Sagesse du Rite français : Au cœur de la maçonnerie libérale, des Lumières au XXIe siècle, Paris, Éd. Dervy, coll. « L'univers maçonnique », septembre 2015, 280 p. (ISBN 979-10-242-0115-3)
- Pierre Mollier, Les hauts grades du Rite Français. Histoire et textes fondateurs : Le Régulateur des Chevaliers maçons, Paris, Éd. Dervy, coll. « Renaissance traditionnelle », septembre 2017, 428 p. (ISBN 979-10-242-0223-5)[N 30]
- Pierre Mollier, Le Régulateur du Maçon : Les grades symboliques du Rite Français. Histoire et textes fondateurs, Paris, Éd. Dervy, coll. « Renaissance traditionnelle », août 2018, 250 p. (ISBN 979-10-242-0279-2)
- Colette Léger (présentation et transcription) (préf. Philippe Guglielmi), Les 81 grades qui fondèrent au siècle des Lumières le Rite Français : Du 1er au 81e grade, Paris, Éd. Conform et Grand Chapitre général du Grand Orient de France, coll. « Joaben hors-série », décembre 2017, 856 p. (ISBN 2-91707599-6 et 978-2-91707599-9, présentation en ligne)[N 31],[30],[31]Édité en coffret de 3 volumes : t. 1 : du 1er au 27e grade ; t. 2 : du 28e au 54e grade ; t. 3 : du 55e au 81e grade.

### Rite écossais ancien et accepté
- Pierre Noël (préf. Pierre Mollier), Guide des maçons écossais : À Édinbourg. 58∴, Éd. À l'Orient, juin 2006 (1re éd. 1820), 360 p. (ISBN 978-2-91259146-3, présentation en ligne)[5]
- Michel Saint-Gall, Dictionnaire du Rite Écossais Ancien et Accepté : Hébraïsmes et autres termes d'origine française, étrangère ou inconnue, Éd. Télètes, octobre 2013, 2e éd. (1re éd. 1988, Éd. Déméter), 128 p. (ISBN 978-2-90603188-3)
- Alain de Kehgel (sous la dir.) (préf. Alain Bauer, postface Jean Baubérot, sous l'égide du Suprême conseil, Grand collège du Rite Écossais Ancien et Accepté du Grand Orient de France), Deux siècles de Rite Écossais Ancien et Accepté en France : 1804-2004, Paris, Éd. Dervy, novembre 2012, 2e éd. (1re éd. 2004), 317 p. (ISBN 978-2-84454-954-9, présentation en ligne)
- Andrée Buisine, Les hauts grades écossais au féminin : Le Suprême Conseil Féminin de France, Éd. Conform, avril 2007, 112 p. (ISBN 978-2-91707500-5)[N 32]
- Claude Darche, Vade-mecum des Hauts Grades, Paris, Éd. Dervy, coll. « Petite bibliothèque de la franc-maçonnerie », janvier 2009, 236 p. (ISBN 978-2-84454-577-0)
- André Kervella, L'effet Morin, Rite Écossais Ancien et Accepté : Prestige d'un homme, genèse d'un système, Éd. Ivoire-Clair, coll. « Saint-Hilaire-de-Riez », avril 2010, 356 p. (ISBN 978-2-91388263-8)
- Alain Bernheim, Le rite en 33 grades : De Frederick Dalcho à Charles Riandey, Paris, Éd. Dervy, coll. « Bibliothèque de la franc-maçonnerie », septembre 2011, 695 p. (ISBN 978-2-84454-655-5)[N 33]
- Yves-Max Viton, Le Rite Écossais Ancien et Accepté, PUF, coll. « Que sais-je ? » (no 3916), janvier 2012, 1re éd., 128 p. (ISBN 978-2-13-058195-6)

### Rite écossais rectifié
- Alice Joly, Un mystique lyonnais et les secrets de la Franc-Maçonnerie, 1730-1824, Mâcon, Éd. Protat frères, février 1938, 332 p.[32]
  - Alice Joly (avant-propos Antoine Faivre), Un mystique lyonnais et les secrets de la Franc-Maçonnerie : Jean-Baptiste Willermoz 1730-1824, Paris, Éd. Demeter, 1986 (1re éd. 1938), 331 p. (ISBN 2-906031-02-X)Reproduction en fac-simile de l'édition de 1938. L'index est propre à l'édition de 1986.
  - Alice Joly, Un mystique lyonnais et les secrets de la Franc-Maçonnerie, Éd. Equinoxis, coll. « Franc-Maçonnerie », 2014 (1re éd. 1938), 468 p. (ISBN 978-2-37092-032-4)
- Jean Tourniac (préf. Jean Palou), Symbolisme maçonnique et tradition chrétienne : Un itinéraire spirituel d'Israël au Christ ?, Paris, Éd. Dervy, coll. « Bibliothèque de la franc-maçonnerie », décembre 2011 (1re éd. 1965), 282 p. (ISBN 2-8445-4689-7 et 978-2-8445-4689-0)
- Jean Tourniac, Principes et problèmes spirituels du Rite écossais rectifié et de sa chevalerie templière, Paris, Éd. Dervy, coll. « Bibliothèque de la franc-maçonnerie », juillet 2001 (1re éd. 1969), 360 p. (ISBN 2-84454-093-7 et 978-2-84454-093-5, présentation en ligne).
- Paul Naudon, La franc-maçonnerie chrétienne : La tradition opérative, l'Arche Royale de Jérusalem, le rite écossais rectifié, Paris, Dervy Livres, coll. « Histoire et tradition », 1970, 236 p.[33].
- Jean Baylot, Histoire du Rite Écossais Rectifié en France au XXe siècle, Éd. Villard de Honnecourt, 1976, 103 p.
- Jean Ursin, Création et histoire du Rite Écossais Rectifié, Paris, Éd. Dervy, coll. « Petite bibliothèque de la franc-maçonnerie », octobre 2004 (1re éd. 1994), 166 p. (ISBN 2-84454331-6 et 978-2-84454331-8)
- Pierre Noël, « Heurs et Malheurs du Rite Écossais Rectifié en France au XXe siècle », Acta Macionica, no 10,‎ 2000 (lire en ligne, consulté le 25 février 2020) [PDF].
- Roger Dachez et Jean-Marc Pétillot, Le Rite Écossais Rectifié, PUF, coll. « Que sais-je ? » (no 3885), septembre 2010, 1re éd., 128 p. (ISBN 978-2-13-058196-3)
- Jean-Marc Vivenza, Histoire du Grand Prieuré des Gaules : Le Régime Écossais Rectifié du XVIIIe siècle à nos jours, Les Éditions du Simorgh, septembre 2011, 383 p. (ISBN 2-91576916-8 et 978-2-91576916-6).
- Jean-François Var, La franc-maçonnerie à la lumière du Verbe : Le Régime Écossais Rectifié, Paris, Éd. Dervy, coll. « Bibliothèque de la franc-maçonnerie », mai 2013, 274 p. (ISBN 2-84454-968-3 et 978-2-84454-968-6).
- Jacques Hélaine, Aperçus sur l'initiation maçonnique et le Régime Écossais Rectifié : Essai de contribution à un retour aux sources de la Franche-Maçonnerie, Paris, Éd. L'Harmattan, octobre 2014, 100 p. (ISBN 2-34304-276-4 et 978-2-34304-276-3).
- Jean-Marc Vivenza, Histoire du Régime Écossais Rectifié : Des origines à nos jours, Éd. La Pierre Philosophale, novembre 2017, 600 p. (ISBN 2-36353-045-4 et 978-2-36353-045-5, présentation en ligne).
- Jean-François Var, La franc-maçonnerie à la lumière du Verbe, t. 2 : Nouvelles études sur le Régime Écossais Rectifié, Paris, Éd. Dervy, coll. « Bibliothèque de la franc-maçonnerie », mars 2018, 334 p. (ISBN 979-10-2420-242-6).
- Jean-Marc Vivenza, Martinès de Pasqually et Jean-Baptiste Willermoz : Vie, doctrine et pratiques théurgiques de l’Ordre des Chevaliers Maçons Élus Coëns de l’Univers, une relation initiatique à l’origine du Régime Écossais Rectifié, Le Mercure Dauphinois, octobre 2020, 1184 p. (ISBN 978-2-35662-472-7).
- Jean-Marc Vivenza, La doctrine initiatique du Régime Écossais Rectifié : en dix leçons essentielles, Dervy, octobre 2022, 296 p. (ISBN 979-1-02-420678-3).

### Autres rites
- Patrick Négrier, La Tulip : Histoire du rite du Mot de maçon de 1637 à 1730, Saint-Hilaire-de-Riez, Éd. Ivoire-Clair, coll. « Les Architectes de la Connaissance », avril 2005 (ISBN 978-2-913882-30-0, présentation en ligne)
- Patrick Négrier, Le Rite des Anciens Devoirs : Old Charges (1390-1729), Saint-Hilaire-de-Riez, Éd. Ivoire-Clair, coll. « Lumière sur... », décembre 2006 (ISBN 978-2-913882-39-3)
- Alain Bauer et Roger Dachez, Les rites maçonniques anglo-saxons, PUF, coll. « Que sais-je ? » (no 3913), mai 2011, 1re éd., 128 p. (ISBN 978-2-13-058194-9)[2]
- Roger Dachez, Les rites maçonnique égyptiens, PUF, coll. « Que sais-je ? » (no 3931), janvier 2012, 1re éd., 128 p. (ISBN 978-2-13-058198-7)
- Christian Perrotin, Le Rite Égyptien au Grand Orient de France : Une voie spirituelle, Paris, Éd. Dervy, coll. « Bibliothèque de la franc-maçonnerie », juin 2012, 407 p. (ISBN 978-2-84454-917-4)
- Jean-Marc Aractingi, Le Rite Œcuménique (Judéo-Chrétien-Musulman) en Franc-Maçonnerie, t. 1, CreateSpace Independent Publishing Platform, mars 2017, 416 p. (ISBN 1-54507969-2 et 978-1-54507969-0).

## Thèmes spécifiques

### Spiritualité et questions sociétales
- Claude Saliceti (préf. Daniel Ligou, avant-propos Roland Desné), Humanisme, franc-maçonnerie et spiritualité, Paris, PUF, coll. « Politique d'aujourd'hui », novembre 1998 (1re éd. 1997), 104 p. (ISBN 978-2-13048882-8)[4]
- Bruno Étienne, La spiritualité maçonnique : Pour redonner du sens à la vie, Paris, Éd. Dervy, coll. « Paroles retrouvées », octobre 2006, 184 p. (ISBN 978-2-84454-451-3)[N 34]
- Jean-Pierre Bacot (préf. Roger Dachez), Les sociétés fraternelles : Un essai d'histoire globale, Paris, Éd. Dervy, juin 2007, 284 p. (ISBN 978-2-84454-497-1)[N 35]
- Frédéric Vincent, Le voyage initiatique du corps : Vers une philosophie du lien, Éd. Detrad aVs, février 2013 (1re éd. 2009), 160 p. (ISBN 978-2-91609444-1)[N 36]
- Françoise Carer, Yvette Roudy, Jeannine Augé et collectif GLLF (préf. Denise Oberlin), Cris, révoltes et dévoilements : Des violences faites aux femmes, Éd. Conform, coll. « Voix d'initiées », septembre 2012, 128 p. (ISBN 978-2-91707522-7)[N 37]
- Jean Moreau (préf. Jean Verdun), Humanisme mode d'emploi ?, Éd. Detrad aVs, mars 2015, 198 p. (ISBN 978-2-91609458-8)[34],[N 38]
- Céline Bryon-Portet et Daniel Keller, L'Utopie maçonnique : Améliorer l'homme et la société, Paris, Éd. Dervy, avril 2015, 400 p. (ISBN 979-10-242-0098-9, présentation en ligne)[N 39],[N 40]

### Religion
- Xavier Tacchella, Comment être chrétien et franc-maçon, Éd. De Vecchi, coll. « Ésotérisme », avril 1996, 140 p. (ISBN 978-2-73282845-9)
- Jérôme Rousse-Lacordaire, Rome et les Francs-Maçons : Histoire d'un conflit, Berg International Éditeurs, coll. « Pensée politique et sciences sociales », novembre 1998, 195 p. (ISBN 978-2-911289-05-7)

- Jérôme Rousse-Lacordaire, Jésus dans la tradition maçonnique : Rituels et symbolismes du Christ dans la franc-maçonnerie française, Éd. Desclée de Brouwer, coll. « Jésus et Jésus-Christ » (no 87), septembre 2003, 240 p. (ISBN 978-2-71890974-5, présentation en ligne)[5]
- Charles Porset et Cécile Révauger, Franc-maçonnerie et religions dans l'Europe des Lumières, Honoré Champion, coll. « Champion classique », 1998 et 2006, 2e éd., 224 p. (ISBN 978-2-7453-1473-4).
- Jean-Marc Aractingi et Christian Lochon, Secrets initiatiques en Islam et rituels maçonniques : Druzes, Ismaéliens, Alaouites, confréries soufies, Paris, Éd. L'Harmattan, octobre 2008, 200 p. (ISBN 978-2-296-06536-9)
- Jean-Marc Aractingi et Christian Lochon, Islam et Franc-Maçonnerie : Traditions ésotériques, Paris, Éd. Édilivre, coll. « Classique », avril 2014, 436 p. (ISBN 2-33272018-9 et 978-2-33272018-4).
- Jean Marie Lupart et Yohan Picquart, La croix et le compas : Dialogue entre un enseignant chrétien et un ancien grand maître de la franc-maçonnerie, Saint-Léger Éd., novembre 2017, 178 p. (ISBN 2-36452316-8 et 978-2-36452316-6).
- Jean-Marc Aractingi, La Face Cachée des Druzes : Les Francs-Maçons de l'Orient, Independently published, 6 juillet 2020, 251 p. (ISBN 978-1689584821)
- Yves Hivert-Messeca (préf. Valentine Zuber, postface Jacques-Noël Pérès), Protestants et francs-maçons en France : trois siècles d'affinités, compagnonnage, indifférence et antagonisme du XVIIIe siècle à nos jours, Éditions Dervy, coll. « L'univers maçonnique », 2020, 463 p. (ISBN 979-10-242-0550-2, BNF 46521244).
- Thierry Zarcone, Le croissant et le compas : Islam et franc-maçonnerie de la fascination à la détestation, Éditions Dervy, coll. « Sparga Soligo », 2015, 368 p. (ISBN 979-10-242-0119-1).

### Art et patrimoine
- Roger Cotte (préf. Pierre Simon), La musique maçonnique et ses musiciens, Paris, Éd. du Borrégo, coll. « Maçonniques », octobre 1988, 2e éd. (1re éd. 1974, Éd. du Baucens, Braine-le-Comte), 232 p. (ISBN 978-2-90472408-4, présentation en ligne)
- Henri Prouteau, Littérature et Franc-Maçonnerie, Paris, Éd. Henri Veyrier, coll. « Ésotérisme », mars 1991, 530 p. (ISBN 978-2-85199557-5)
- Charles Porset, Voltaire Humaniste, Paris, Edimaf, Éd. maçonniques de France, octobre 2012 (1re éd. 2002), 160 p. (ISBN 978-2-91960122-6)
- James Stevens Curl, Architectures maçonniques : Grande-Bretagne, France, États-Unis, Belgique, Bruxelles, AAM, Archives d'architecture moderne, octobre 2006, 208 p. (ISBN 978-2-87143168-8)[35]Ouvrage édité à l'occasion de l'exposition Architectures maçonniques organisée à Bruxelles de mars 2006 au 1er avril 2007.
- Marc Labouret (préf. Daniel Ligou, postface Pierre Mollier, avant-propos Michel Amandry), Les métaux et la mémoire : La franc-maçonnerie française racontée par ses jetons et médailles, Paris, Maison Platt Éd., août 2007, 402 p. (ISBN 978-2-95103557-7, présentation en ligne)[N 41]
- Pierre-François Pinaud, Les musiciens francs-maçons au temps de Louis XVI, Éd. Véga, coll. « L'univers maçonnique », juin 2009, 347 p. (ISBN 978-2-85829526-5)[N 42]
- Collectif, La Peau, l'Or et la Soie : Les décors maçonniques du 18e au 21e siècle, Éd. Les passeurs de Lune, en collaboration avec la GLF, novembre 2009, 290 p. (ISBN 978-2-95326900-0, présentation en ligne)[N 43],[36]
- Collectif, Le grand livre illustré du patrimoine maçonnique, Le Cherche midi, coll. « Espace maçonnique », avril 2011, 2e éd. (1re éd. 2002 sous le titre Images du patrimoine maçonnique, 2 vol., Éd. Edimaf), 412 p. (ISBN 978-2-7491-1782-9)[37],[N 44]800 illustrations choisies parmi les 10 000 pièces du musée de la Franc-maçonnerie.
- Patrick Lepetit (préf. Bernard Roger), Le surréalisme : Parcours souterrain, Paris, Éd. Dervy, mars 2012, 332 p. (ISBN 978-2-84454-696-8)[26],[N 17]
- Nathalie Kaufmann Khelifa, De la loge à l'atelier : Peintres et sculpteurs francs-maçons, Éd. Toucan, octobre 2013, 180 p. (ISBN 978-2-81000555-0)[38],[N 45]
- Voir également l'ouvrage sous la dir. de Pierre Mollier, Sylvie Bourel et Laurent Portes, La Franc-maçonnerie, avril 2016, dans la section ci-dessus ouvrages généraux.
- Jean-Claude Momal (préf. Roger Dachez), Trésors de la faïence maçonnique du XVIIe siècle, Paris, Éd. Dervy, coll. « L'univers maçonnique », avril 2017, 240 p. (ISBN 10-242-0184-8 et 979-10-242-0184-9)[N 46]

### Études locales ou régionales

#### France et anciennes colonies
- Maurice Agulhon, Pénitents et Francs-Maçons de l'ancienne Provence : Essai sur la sociabilité méridionale, Paris, Fayard, coll. « L'histoire sans frontières », 1968 (réimpr. 1984, 2022), 454 p. (ISBN 978-2213014333, lire en ligne).
- Yannic Rome, 250 ans de franc-maçonnerie en Bretagne, Liv'Éditions, coll. « Létavia Recherches », avril 1997, 331 p. (ISBN 978-2-91078139-2)
- Raphaël Aurillac, Guide du Paris maçonnique : Paris décrypté, Paris, Éd. Dervy, novembre 2009, 3e éd. (1re éd. novembre 1998), 295 p. (ISBN 978-2-84454-610-4)
- Georges Odo, La Franc-Maçonnerie dans les colonies - 1738-1960, Edimaf, Éd. maçonniques de France, coll. « Encyclopédie maçonnique », septembre 2015, 2e éd. (1re éd. janvier 2002), 148 p. (ISBN 978-2-91960170-7)
- Jean Erceau (photogr. Claude-Charles Rozier-Chabert), Les jardins initiatiques du château de Versailles, Thalia Édition, coll. « Patrimoine du monde », juin 2008, 323 p. (ISBN 978-2-35278034-2)[N 47]
- Jean-Yves Guengant, Brest et la Franc-maçonnerie : Les amis de Sully. Des Origines à nos jours., Brest, Éd. Armeline, juin 2008, 474 p. (ISBN 978-2-910878-34-4)
- Florence Mothe, Lieux symboliques en Gironde : Trois siècles de franc-maçonnerie à Bordeaux, Paris, Éd. Dervy, mars 2013, 250 p. (ISBN 978-2-84454-921-1)[N 48]
- Bernard Roger, Paris et l'alchimie, Paris, Éd. Dervy, décembre 2017, 255 p. (ISBN 10-242-0216-X et 979-10-242-0216-7)[N 49]
- Arnaud d'Apremont, Le compas et l'hermine : un regard sur la franc-maçonnerie en Bretagne aujourd'hui, Spézet, Coop Breizh, novembre 2019, 432 p. (ISBN 2-84346863-9 et 978-2-84346863-6, présentation en ligne).
- Éric Saunier (dir.) (préf. Pierre-Yves Beaurepaire), La Franc-maçonnerie dans les colonies : De l'Atlantique à la mer de Chine (XVIIIe – XXe siècle), Paris, Hémisphères, janvier 2022, 266 p. (ISBN 2-37701-115-2 et 978-2-37701-115-5, présentation en ligne).

#### Afrique
- Georges Odo, La Franc-Maçonnerie au Maroc sous la IIIe République, Edimaf, Éd. maçonniques de France, coll. « Encyclopédie maçonnique », janvier 2014, 2e éd. (1re éd. septembre 1999), 112 p. (ISBN 978-2-91960144-8)
- Georges Odo, La Franc-Maçonnerie en Afrique, Edimaf, Éd. maçonniques de France, coll. « Encyclopédie maçonnique », janvier 2001, 126 p. (ISBN 978-2-90384661-9)

#### Amérique
- Jacques G. Ruelland, La pierre angulaire : Histoire de la franc-maçonnerie régulière au Québec, Outremont (Québec), Éd. Point de Fuite, coll. « Point critique », octobre 2002, 187 p. (ISBN 978-2-89553-022-0)
- Alain de Keghel (préf. Arturo de Hoyos, postface John L. Cooper III), Le défi maçonnique américain : Une tradition forte confrontée aux mutations, Paris, Éd. Dervy, février 2015, 237 p. (ISBN 1-02420085-X et 978-1-02420085-0, présentation en ligne).
- Alain de Keghel (dir.) (préf. Pierre Mollier), L'amérique latine et la caraïbe des lumieres : Une franc-maçonnerie d'influence, Paris, Éd. Dervy, juillet 2017, 442 p. (ISBN 1-02420218-6 et 979-1-02420218-1, présentation en ligne).

#### Europe (hors France)
- (es) Eduardo Montagut, Historia de la masonería en España : Del Sexenio Revolucionario a la Segunda República (1868-1936), Editorial Pinolia, coll. « Divulgación histórica », juin 2024, 256 p. (ISBN 84-19878-58-8 et 978-84-19878-58-8, présentation en ligne).

#### Autres
- Pierre-Yves Beaurepaire, Jean-Paul Pellegrinetti (dir.) et al., « La Franc-Maçonnerie en Méditerranée (XVIIIe – XXe siècle) », Cahiers de la Méditerranée, no 72,‎ juin 2006 (ISSN 1773-0201, lire en ligne)[2]
- Jean-Marc Aractingi, Histoire mondiale de la Franc-Maçonnerie en terre d'Islam, t. 1 : Turquie-Égypte-Iran, Paris, Éd. ErickBonnier, coll. « Encre d'orient », mars 2016, 256 p. (ISBN 2-36760058-9 et 978-2-36760058-1)
  - Histoire mondiale de la Franc-Maçonnerie en terre d'Islam, t. 2 : Liban-Syrie-Palestine, septembre 2016, 372 p. (ISBN 2-36760061-9 et 978-2-36760061-1)
- Jean-Marc Aractingi, Dictionnaire des francs-maçons arabes et musulmans, auto-édition (CreateSpace Independent Publishing Platform), février 2018, 474 p. (ISBN 1-98523509-9 et 978-1-98523509-0).

### Autres thèmes
- Édouard Boeglin, Anarchistes, francs-maçons et autres combattants de la liberté, Paris, Éd. Bruno Leprince, juin 1998, 286 p. (ISBN 978-2-909634-24-1)
- Jiri Pragman, L'Internet est-il maçonnique ?, Saint-Hilaire-de-Riez, Éd. Ivoire-Clair, coll. « Lumière sur... », décembre 2005 (ISBN 978-2-913882-36-2)
- Robert L. D. Cooper (trad. Jean-Claude Genoud-Prachex, préf. Jean Solis), Rosslyn : Splendeurs, Mythes, Réalités [« The Rossyln Hoax: Viewing Rosslyn Chapel from a New Perspective (Le canular de Rosslyn) »], Paris, Éd. de la Hutte, coll. « Les Veilleurs », mai 2011 (1re éd. juin 2007, Ian Allan Publishing), 432 p. (ISBN 978-2-91612347-9)[N 50],[39]
- André Kervella, Le chevalier Ramsay : Une fierté écossaise, Paris, Éd. Véga, coll. « Univers maçonnique », octobre 2009, 389 p. (ISBN 2-85829-568-9 et 978-2-85829-568-5, présentation en ligne).
- Brigitte Castella (préf. Danièle Juette), De la mixité en Franc-maçonnerie : histoire, mythes, sociologie, Paris, Éd. Detrad aVs, coll. « Rencontres », décembre 2010, 112 p. (ISBN 978-2-91609429-8)[N 51]
- Voir également l'ouvrage de Jiri Pragman, Franc-maçonnerie et Internet sont-ils compatibles ?, juin 2016, dans la section ci-dessous Guides pratiques.
- Voir également l'ouvrage de Bernard Roger, Paris et l'alchimie, décembre 2017, dans la section ci-dessus Études locales ou régionales.
- Alain Queruel, De l'alchimie à la franc-maçonnerie, Toulouse, Éd. Cépaduès, janvier 2018, 300 p. (ISBN 979-10-9013859-9, présentation en ligne)[N 52],[40]

## Guides pratiques

### Collections

#### «À sa place et à son office», Éd. Numérilivre
- Jean  Dumonteil, Le Vénérable Maître en chaire Suivi de L'office de Couvreur, Numérilivre, coll. « À sa place et à son office », août 2024, 118 p. (ISBN 2366322992)
- Philippe Benhamou, Le Premier Surveillant, août 2024, 136 p. (ISBN 2366323026)
- Philippe Benhamou, Le Second Surveillant, août 2024, 117 p. (ISBN 2366322968)

#### «Les officiers de Loge», Éd. Detrad aVs
- Gilbert Alban, Manuel pratique du Second Surveillant : précis d'instruction pour les apprentis, Éd. Detrad aVs, coll. « Les officiers de Loge », août 2011 (éd. revue et corrigée) (1re éd. 1980), 336 p. (ISBN 978-2-91609434-2, présentation en ligne)[41]
- Gilbert Alban, Manuel pratique du Premier Surveillant : précis d'instruction pour les compagnons, mars 2010 (éd. revue et corrigée) (1re éd. 1980), 320 p. (ISBN 978-2-91609422-9, présentation en ligne)
- Gilbert Alban, Manuel pratique du Grand Expert et du Maître des Cérémonies, ou de l'exécution correcte des rituels aux trois degrés, janvier 2010, 2e éd. (1re éd. mars 1995), 368 p. (ISBN 978-2-90531937-1, présentation en ligne)
- Gilbert Alban, Manuel pratique de l'Orateur, du Secrétaire, du Trésorier, de l'Hospitalier, du Maître de musique, du Maître des banquets, de l'Archiviste-bibliothécaire , de l'Architecte, du Délégué/Député, février 2015 (1re éd. 1997), 326 p. (ISBN 978-2-916094-42-7, présentation en ligne)
- Gilbert Alban, Manuel pratique du Vénérable Maître et du Couvreur, novembre 1999, 380 p. (ISBN 978-2-90531962-3, présentation en ligne)
- Gilbert Alban, Guide de la Maîtrise en Franc-Maçonnerie, décembre 2008, 288 p. (ISBN 978-2-91609421-2, présentation en ligne)

#### «Guide pratique», Éd. Conform
- Gaël Carniri (préf. Jean-Michel Quillardet, édition augmentée par Roger Dachez), Guide pratique de l'Apprenti franc-maçon, Éd. Conform, coll. « Guide pratique », janvier 2010 (1re éd. 2008), 128 p. (ISBN 978-2-91707507-4, présentation en ligne)
- Gaël Carniri (préf. Laure Caille, édition augmentée par Jean-Michel Mathonière), Guide pratique du Compagnon franc-maçon, janvier 2010 (1re éd. 2008), 128 p. (ISBN 978-2-91707501-2, présentation en ligne)
- Gaël Carniri (préf. Roger Dachez), Guide pratique du Maître franc-maçon, décembre 2014 (1re éd. 2008), 128 p. (ISBN 978-2-91707505-0, présentation en ligne)
- Gaël Carniri (préf. Pierre Mollier), Guide pratique du premier surveillant, janvier 2010 (1re éd. 2008), 128 p. (ISBN 978-2-91707502-9, présentation en ligne)
- Gaël Carniri (préf. Marie-France Picard), Guide pratique du second surveillant, janvier 2008, 128 p. (ISBN 978-2-91707503-6, présentation en ligne)
- Gaël Carniri (préf. René Le Moal), Guide pratique du vénérable maître, septembre 2010, 128 p. (ISBN 978-2-91707501-2, présentation en ligne)
- Gaël Carniri (préf. Alain de Keghel), Guide à l'usage du Maître Secret franc-maçon, septembre 2014 (1re éd. 2012), 128 p. (ISBN 2-91707524-4 et 978-2-91707524-1, présentation en ligne)[42]
- Gaël Carniri, Plancher en loge : l'art de ne savoir ni lire ni écrire, 2014, 104 p. (ISBN 2-91707536-8 et 978-2-91707536-4, présentation en ligne)
- Gaël Carniri (préf. Roger Dachez), Guide à l'usage du franc-maçon élu Secret, 1er ordre du Rite Français, décembre 2021, 112 p. (ISBN 2-37445289-1 et 978-2-37445289-0, présentation en ligne)
- Gaël Carniri (préf. Georges Lassous), Guide à l'usage du franc-maçon Rose-Croix, 18e degré du REAA, décembre 2021, 128 p. (ISBN 2-37445288-3 et 978-2-37445288-3, présentation en ligne)

#### «Les outils maçonniques duXXIesiècle», Éditions Dervy
- Pierre Audureau, Planches : comment les réussir ?, Paris, Éd. Dervy, coll. « Les outils maçonniques du XXIe siècle », mars 2013, 112 p. (ISBN 978-2-84454-976-1, présentation en ligne)
- Magali Aimé, Entrer en maçonnerie : quel profil ?, mars 2013, 96 p. (ISBN 978-2-84454-975-4, présentation en ligne)
- Frédéric Vicent, Les symboles maçonniques : à quoi ça sert ?, mai 2013, 112 p. (ISBN 978-2-84454-978-5, présentation en ligne)
- Jean-Bernard Lévy, Mythes et rites : à quoi ça sert ?, juin 2013, 112 p. (ISBN 978-2-84454-982-2, présentation en ligne)
- François Cavaignac, Second surveillant : Comment faire avec les Apprentis ?, janvier 2014, 102 p. (ISBN 978-10-242-0026-3, présentation en ligne)
- Jacques Fontaine, La franc-maçonnerie est-elle une thérapie ?, janvier 2014, 90 p. (ISBN 979-10-242-0027-9, présentation en ligne)
- Jean-Jacques Zambrowski, Être vénérable maître efficace... et heureux ?, juillet 2014, 112 p. (ISBN 978-10-242-0053-9, présentation en ligne)
- Jean-Marc Petillot, Quelles missions pour le Maître franc-maçon ?, octobre 2014, 112 p. (ISBN 979-10-242-0054-5, présentation en ligne)
- Magali Aimé, Premier surveillant : que faire avec les Compagnons ?, février 2015, 100 p. (ISBN 979-10-242-0091-0, présentation en ligne)
- Pierre Audureau, Parler en tenue, comment réussir ?, mai 2015, 120 p. (ISBN 979-10-242-0097-2, présentation en ligne)
- Jacques Fontaine, Comment devenir un orateur efficace ?, septembre 2015, 107 p. (ISBN 978-10-242-0111-6, présentation en ligne)
- Alain Pozarnik, La régularité des francs-maçons existe-t-elle ?, novembre 2015, 110 p. (ISBN 979-10-242-0122-1, présentation en ligne)
- Louis Trébuchet, La spiritualité, à quoi ça sert ?, mai 2016, 86 p. (ISBN 978-10-242-0144-4, présentation en ligne)
- Jiri Pragman, Franc-maçonnerie et Internet sont-ils compatibles ?, juillet 2016, 120 p. (ISBN 979-10-242-0155-9, présentation en ligne)
- Jacques Trescases, Le R.E.A.A., ça sert à quoi ?, février 2017, 112 p. (ISBN 979-10-242-0189-4, présentation en ligne)
- Mathieu Métayer, La Bible en franc-maçonnerie, à quoi ça sert ?, août 2017, 120 p. (ISBN 979-10-242-0222-8, présentation en ligne)
- Claude Gilbert, Officiers, comment choisir son collège ?, septembre 2017, 120 p. (ISBN 979-10-242-0226-6, présentation en ligne)
- Magali Aimé, Quelle musique en loge ? La colonne d'harmonie, novembre 2017, 112 p. (ISBN 979-10-242-0233-4, présentation en ligne)
- Marc Halévy, La franc-maçonnerie est-elle une gnose ?, juin 2018, 96 p. (ISBN 979-10-242-0269-3, présentation en ligne)
- Jean-Claude Mondet, La transmission maçonnique : Pourquoi ? Comment ?, juin 2018, 96 p. (ISBN 979-10-242-0271-6, présentation en ligne)
- Jean Solis, L'art royal, à quoi ça sert ?, octobre 2018, 120 p. (ISBN 979-10-242-0292-1, présentation en ligne)
- Patrice Brochon, Passages de grades en franc-maçonnerie. Comment les réussir ?, juillet 2019, 110 p. (ISBN 979-10-242-0530-4, présentation en ligne)
- Marc Halévy, Parrainage maçonnique traditionnel : pourquoi ? comment ?, septembre 2020, 120 p. (ISBN 979-10-242-0572-4, présentation en ligne)
- Laurence Kravetz, Hauts Grades maçonniques : pourquoi aller au-delà de la Maîtrise ?, octobre 2020, 104 p. (ISBN 979-10-242-0578-6, présentation en ligne)
- Fabrice Bernard, Les agapes maçonniques, à quoi ça sert ?, février 2021, 80 p. (ISBN 979-10-242-0589-2, présentation en ligne)
- Franck Fouqueray, Enquêtes maçonniques : Comment les réussir ?, juin 2021, 105 p. (ISBN 979-10-242-0616-5, présentation en ligne)
- François Bénétin, Pourquoi et comment apprendre les rituels ?, juillet 2021, 115 p. (ISBN 979-10-242-0620-2, présentation en ligne)
- Robert de Rosa, L'initiation maçonnique, à quoi ça sert ?, novembre 2021, 120 p. (ISBN 979-10-242-0638-7, présentation en ligne)
- Brigitte Bouyssou, La mixité maçonnique est-elle inéluctable ?, mars 2022, 104 p. (ISBN 979-10-242-0656-1, présentation en ligne)
- Patrice Brochon, À quoi peuvent bien servir les anciens Vénérables maîtres ?, avril 2022, 104 p. (ISBN 979-10-242-0628-8, présentation en ligne)
- Marc Halévy, La Franc-maçonnerie est-elle un idéalisme ? : Pour une autre philosophie maçonnique, juin 2022, 128 p. (ISBN 979-10-242-0666-0, présentation en ligne)
- Jean-François Blondel, L'alchimie éclaire-t-elle la démarche maçonnique ?, septembre 2022, 120 p. (ISBN 979-10-242-0675-2, présentation en ligne)
- Patrick Rodner, Peut-on être franc-maçon et Chrétien ?, novembre 2022, 160 p. (ISBN 979-10-242-0683-7, présentation en ligne)
- Marc Halévy, Qu'est-ce que la Fraternité maçonnique ?, mars 2023, 152 p. (ISBN 979-10-242-1749-9, présentation en ligne)
- Josselin Morand, Films, BD et jeux de rôle : La culture populaire peut-elle être initiatique ?, avril 2023, 104 p. (ISBN 979-10-242-1750-5, présentation en ligne)
- Solange Sudarskis, Maçonnerie : comment passer du Profane au Sacré ?, juin 2023, 112 p. (ISBN 979-10-242-1755-0, présentation en ligne)
- Yonnel Ghernaouti, Pourquoi les francs-maçons veulent-ils reconstruire le temple ?, juin 2023, 104 p. (ISBN 979-10-242-1754-3, présentation en ligne)
- Franck Fouqueray, Comment gérer les 4 nourritures maçonniques ?, septembre 2023, 128 p. (ISBN 979-10-242-1762-8, présentation en ligne)
- Michel Maffesoli, La franc-maçonnerie peut-elle réenchanter le monde ?, novembre 2023, 96 p. (ISBN 979-10-242-1767-3, présentation en ligne)
- Dominique Jardin, Que lire quand on est initié ? ou en voie de l'être : Apprentis, Compagnons et Maîtres, février 2024, 120 p. (ISBN 979-10-242-1777-2, présentation en ligne)
- Jean Bartholo, Du perfectionnement individuel à la spirale spirituelle de l'humanité ? : Quel rôle ?, mars 2024, 112 p. (ISBN 979-10-242-1780-2, présentation en ligne)
- Henri Pornon, Géographie sacrée en loge maçonnique : Quel rôle ?, juin 2024, 120 p. (ISBN 979-10-242-1789-5, présentation en ligne)
- Roger Dachez, Les rituels, à quoi ça sert ?, juillet 2024, 96 p. (ISBN 979-10-242-1790-1, présentation en ligne)
- Magali Aimé, Intéresser les profanes et conserver les initiés ? : Défis du XXIe siècle, août 2024, 112 p. (ISBN 979-10-242-1797-0, présentation en ligne)
- Marc Halévy, La sagesse maçonnique existe-t-elle ?, janvier 2025, 120 p. (ISBN 979-10-242-1814-4, présentation en ligne)
- Jean Dumonteil, Peut-on garder le secret maçonnique ?, février 2025, 112 p. (ISBN 979-10-242-1823-6, présentation en ligne)
- Pierre Audureau, Maîtrise maçonnique : l'Exaltation, à quoi ça sert ?, mars 2025, 112 p. (ISBN 979-10-242-1825-0, présentation en ligne)
- Franck Fouqueray, L'intelligence artificielle va-t-elle transformer la franc-maçonnerie ?, avril 2025, 120 p. (ISBN 979-10-242-1827-4, présentation en ligne)

### Autres ouvrages
- Gilbert Garibal, Être franc-maçon aujourd'hui : Pourquoi et comment devient-on franc-maçon ? Aspirations, droits et devoirs, Alleur, Marabout, coll. « Ésotérisme - Spiritualité - Culture », septembre 1996 (1re éd. janvier 1994), 251 p. (ISBN 978-2-501-02029-9)
- Don Amirah, Comment entrer en Franc-Maçonnerie, Éd. Exclusif, juin 2004, 175 p. (ISBN 978-2-84891-028-4)
- Aymé Robert-DeByser (préf. Alain Pozarnik), Franc-Maçon : Pourquoi ?, Paris, Éd. E-Dite, mai 2005, 190 p. (ISBN 978-2-84608154-2)
- Franck Fouqueray (ill. SaT), Manuel de survie pour Apprenti maçon voulant démissionner, Éd. L'O.L., octobre 2014, 3e éd., 128 p. (ISBN 2-95571204-3 et 978-2-95571204-7)[43]
- Dominique Segalen et Philippe Liénard Mixité et Franc-Maçonnerie: Modernité, défi ou utopie , Paris, ECE-D, novembre 2021, 301 p.[44]
- Franck Fouqueray (ill. SaT), Ma Franc-maçonnerie mise à nu... pour les profanes, Éd. L'O.L., juin 2016, 232 p. (ISBN 2-95571200-0 et 978-2-95571200-9)[45]
- Franck Fouqueray (ill. SaT), Manuel de sauvetage pour Apprenti maçon… sans instructeur, Éd. L'O.L., septembre 2016, 128 p. (ISBN 2-95571205-1 et 978-2-95571205-4)[46]

## Romans - Fiction
- Roger Peyrefitte, Les Fils de la lumière, Flammarion, 1960
- Jack Chaboud, Le Tronc de la veuve, Le Passage, 2003
- Éric Giacometti et Jacques Ravenne, Les Enquêtes d'Antoine Marcas, Pocket, coll. « Pocket thriller », 2005-2024, livre de poche[N 16]Le Rituel de l'ombre, 2005 - Conjuration Casanova, 2006 - Le Frère de sang, 2007 - La Croix des assassins, 2008 - Apocalypse, 2009 - In nomine, 2010 - Lux Tenebrae, 2010 - Le Septième Templier, 2011 - Le Temple noir, 2012 - Le Règne des Illuminati, 2014 - L'Empire du Graal, 2016 - Conspiration, 2017 - Marcas, 2021 - Le Royaume perdu, 2022 - La Clef et la Croix, 2024
- Alain Bauer et Roger Dachez, Les mystères de Channel Row, Paris, Éd. Jean-Claude Lattès, coll. « Crimes et Loges », avril 2007, 322 p. (ISBN 978-2-7096-2852-5)
  - Les Mystères de Channel Row, Paris, Éd. du Masque, coll. « Masque Poche » (no 16), avril 2013, 420 p., livre de poche (ISBN 978-2-7024-3923-4)
- Jean-François Pluviaud, Heurs & Malheurs du grand architecte de l'univers : Contes maçonniques irrévérencieux, mais affectueux, Paris, Éd. Dervy, novembre 2007, 155 p. (ISBN 978-2-84454-516-9) — Prix littéraire de l'IMF 2008 - Catégorie Fiction.
- Dan Brown, Le Symbole perdu, 2009, adapté en série en 2021 (The Lost Symbol).
- Philippe Benhamou, Madame Hiramabbi - la concierge de la rue des trois frères, Paris, Éditions Dervy, septembre 2014, 187 p. (ISBN 10-242-0058-2 et 979-10-242-0058-3, présentation en ligne) — Prix Cadet Roussel 2014 des Imaginales maçonniques & ésotériques d'Épinal.
- Géraud de Barail, L'île rouge, Marseille, Éd. Arqa, coll. « Polar », avril 2009, 400 p. (ISBN 2-7551-0039-7, présentation en ligne)
- Philippe Benhamou, Tamino et Pamina, les fiancés des Buttes-Chaumont - Inspiré de la Flûte enchantée de Mozart, Code9 Eds, juillet 2023, 130 p. (ISBN 2379390940)
- Noureddine Hany, Esprit chasseur : Le secret des Maures vivants, Casablanca, Ed. Aquila, novembre 2019, 390

## Bande dessinée

### Œuvres
- Hugo Pratt, Fable de Venise, Casterman, 1981
- Jean Lucas, Le secret de la lune au temple du soleil, Bruxelles, RCO, 1985
- Didier Convard (scénario) et Pierre Wachs, Gine, Denis Falque, Patrick Jusseaume, Jean-Charles Kraehn, Éric Stalner, André Juillard, Gilles Chaillet (dessins), Le Triangle secret (7 tomes), Éd. Glénat, avril 2000 - mars 2003[N 47]
- SaT, Les fourmis maçonniques, t. 1, Memogrames, les éditions de la mémoire, coll. « Hiram », octobre 2007, 96 p. (ISBN 978-2-93041827-8)
  - Les fourmis maçonniques, t. 2 : Masonic's'trips, octobre 2009, 48 p. (ISBN 978-2-93041853-7)
- Didier Convard (scénario) et Denis Falque (dessin), L'ombre d'Hiram, Grenoble/Boulogne-Billancourt, Éd. Glénat, coll. « L'épopée de la franc-maçonnerie » (no 1), septembre 2020, 56 p. (ISBN 978-2-34403043-1, présentation en ligne)
  - Didier Convard et Jean-Christophe Camus (scénario) et Olivier Pâques (dessin), Les bâtisseurs, coll. « L'épopée de la franc-maçonnerie » (no 2), septembre 2020, 56 p. (ISBN 978-2-34403061-5, présentation en ligne)
  - Didier Convard et Pierre Boisserie (scénario) et Vincent Wagner (dessin), Le mot du maçon, coll. « L'épopée de la franc-maçonnerie » (no 3), décembre 2020, 56 p. (ISBN 978-2-34403062-2, présentation en ligne)
  - Didier Convard et Pierre Boisserie (scénario) et Pierre Wachs (dessin), Royal Society, coll. « L'épopée de la franc-maçonnerie » (no 4), mars 2021, 56 p. (ISBN 978-2-34403460-6, présentation en ligne)
  - Didier Convard (scénario) et Vincent Wagner (dessin), Le Compas et le Tomahawk, coll. « L'épopée de la franc-maçonnerie » (no 5), octobre 2021, 56 p. (ISBN 978-2-34403688-4, présentation en ligne)
  - Didier Convard et Jean-Christophe Camus (scénario) et Éric Lambert (dessin), L'Oie et le Gril, coll. « L'épopée de la franc-maçonnerie » (no 6), mars 2022, 56 p. (ISBN 978-2-34403689-1, présentation en ligne)
  - Didier Convard et Pierre Boisserie (scénario) et Éric Lambert (dessin), Neuf sœurs et trois frères, coll. « L'épopée de la franc-maçonnerie » (no 7), septembre 2022, 56 p. (ISBN 978-2-34403690-7, présentation en ligne)
  - Didier Convard et Jean-Christophe Camus (scénario) et Denis Falque (dessin), Le rêve d'orient, coll. « L'épopée de la franc-maçonnerie » (no 8), avril 2023, 56 p. (ISBN 978-2-34403691-4, présentation en ligne)
  - Didier Convard et Pierre Boisserie (scénario) et Vincent Wagner (dessin), Destruction, coll. « L'épopée de la franc-maçonnerie » (no 9), septembre 2023, 56 p. (ISBN 978-2-34403692-1, présentation en ligne)
  - Didier Convard et Jean-Christophe Camus (scénario) et Michel Pierret (dessin), Rédemption, coll. « L'épopée de la franc-maçonnerie » (no 10), avril 2024, 56 p. (ISBN 978-2-34403693-8, présentation en ligne)
  - Didier Convard et Jean-Christophe Camus (scénario) et Denis Falque (dessin), Stalag 33, coll. « L'épopée de la franc-maçonnerie » (no 11), octobre 2024, 56 p. (ISBN 978-2-34403694-5, présentation en ligne)
  - Didier Convard et Pierre Boisserie (scénario) et Annabel (dessin), Les sœurs de la Fraternité, coll. « L'épopée de la franc-maçonnerie » (no 12), mars 2025, 56 p. (ISBN 978-2-34403695-2, présentation en ligne)

### Essais
- Joël Gregogna (préf. Didier Convard), Corto l'initié, Paris, Éd. Dervy, mai 2008, 491 p. (ISBN 978-2-84454-534-3)[47],[48],[N 53]
- Joël Gregogna, Les Arcanes du Triangle Secret, Éd. Véga et Glénat, mai 2011, 280 p. (ISBN 978-2-85829682-8)
- Joël Gregogna et Manuel Picaud, Bande dessinée, imaginaire et franc-maçonnerie, Paris, Éd. Dervy, septembre 2013, 328 p. (ISBN 978-2-84454-991-4)[49],[N 54]

## Revues
- Franc-maçonnerie magazine.
- Renaissance traditionnelle, revue fondée en 1970 par René Désaguliers[13],[N 55]
- Revue de la fédération française du « Droit humain » :
  - Perspectives, revue semestrielle.
- Revues du Grand Orient de France :
  - La Chaîne d'union, revue trimestrielle, créée en 1864, d'études maçonniques, philosophiques et symboliques.
  - Humanisme, revue trimestrielle, créée en 1965, dédiée aux analyses sociétales.
  - Chroniques d'histoire maçonnique, publiées par l'Institut d'études et de recherche maçonniques, revue de maçonnologie[13]
  - Horizons maçonniques : Questions à l'étude des loges, publication annuelle.
  - Joaben, revue éditée par le Grand Chapitre général de Rite français.
- Revue de la Grande Loge de France :
  - Points de vue initiatiques,  revue trimestrielles d’études symboliques et maçonniques.
- Revue de la Grande Loge nationale française :
  - Les Cahiers Villard de Honnecourt, revue trimestrielles d’études symbolique et maçonniques.
- Revue de la Grande Loge féminine de France :
  - Voix d'initiée, revue trimestrielle d'études maçonniques et d'analyses sociétales.
- Revues de la Grande Loge suisse Alpina :
  - Alpina, revue trilingue, français, allemand et italien[50]
  - Masonica, revue du Groupe de recherche Alpina, lié à la Grande Loge suisse Alpina[51]
- Revue du Grand Orient de Suisse :
  - Cahiers bleus - Blaue Hefte, revue bilingue français et allemand[52].

## Films documentaires
- Tristan Bourlard et François De Smet, La Clef écossaise. Une enquête sur les origines de la Franc-maçonnerie, Film (DVD), 2007, Belgique.
- Patrick Cabouat, Grand Orient, les frères invisibles, France 5/Program 33.
- Georges Combe, Voyage en franc-maçonnerie: Lyon, carrefour européen de la franc-maçonnerie, DVD, CLC/France 3, 2003
- Dans l'ombre des francs-maçons : Documentaire américain réalisé par Gary Lang en 2007. Produit par Parthenon Productions pour National Geographic Channels. Durée 120 minutes.

## Sources bibliographiques
- (de) August Wolfstieg, Bibliographie der freimaurerischen Literatur : Herausgegeben im auftrage des vereins deutscher freimaurer, t. 1, Selbstverlag des vereins deutscher freimaurer, 1911 (présentation en ligne, lire en ligne)[5]Commentaire de Laurent Portes : « Cette bibliographie recense 43 317 titres de tous les pays du monde, classés selon un cadre systématique. La place de l'Allemagne et des pays anglo-saxons y est prépondérante, la France n'y étant représentée que de manière sélective. »
  - (de) Bibliographie der freimaurerischen Literatur, t. 2, 1912 (lire en ligne)
  - (de) Bibliographie der freimaurerischen Literatur, t. 3 : Index (auteurs et titres), 1913 (lire en ligne)
  - (de) August Wolfstieg et Bernhard Beyer, Bibliographie der freimaurerischen Literatur, t. 4, Leipzig, Verlag des vereins deutscher freimaurer, 1926 (lire en ligne)Ce supplément, paru en 1926, dû à Berhard Beyer, recense 11 003 items, selon le même classement.
- Albert-Louis Caillet, Manuel bibliographique des sciences psychiques ou occultes, t. 1 : A à D, Cambridge University Press, août 2012 (1re éd. 1911, Lucien Dorbon, libraire, Paris), 608 p. (ISBN 978-1-10805255-9)[5]
  - Manuel bibliographique des sciences psychiques ou occultes, t. 2 : E à L, août 2012 (1re éd. 1912), 542 p. (ISBN 978-1-10805256-6)
  - Manuel bibliographique des sciences psychiques ou occultes, t. 3 : M à Z, août 2012 (1re éd. 1912), 778 p. (ISBN 978-1-10805257-3)
- Paul Fesch, Joseph Denais et René Lay (présentée et mise en ordre par Georges A. Deny), Bibliographie de la franc-maçonnerie et des sociétés secrètes : imprimés et manuscrits langue française et langue latine, Bruxelles, Georges A. Deny, 1976 (1re éd. 1912, Société bibliographique), 1 459[5]
- Jacques Léglise (préf. Daniel Ligou), Catalogue des manuscrits maçonniques des bibliothèques publiques de France, t. 1, SEPP, septembre 1984, 148 p. (ISBN 978-2-91753134-1)[2]
  - Catalogue des manuscrits maçonniques des bibliothèques publiques de France, t. 2, juillet 1988, 147 p.
- Dominique Jardin, Que lire quand on est initié ? ou en voie de l'être : Apprentis, Compagnons et Maîtres, Paris, Éd. Dervy, coll. « Les outils maçonniques du XXIe siècle », février 2024, 117 p. (ISBN 979-10-242-1777-2)